# Geschiedenis van de Nederlandse zeevisserij

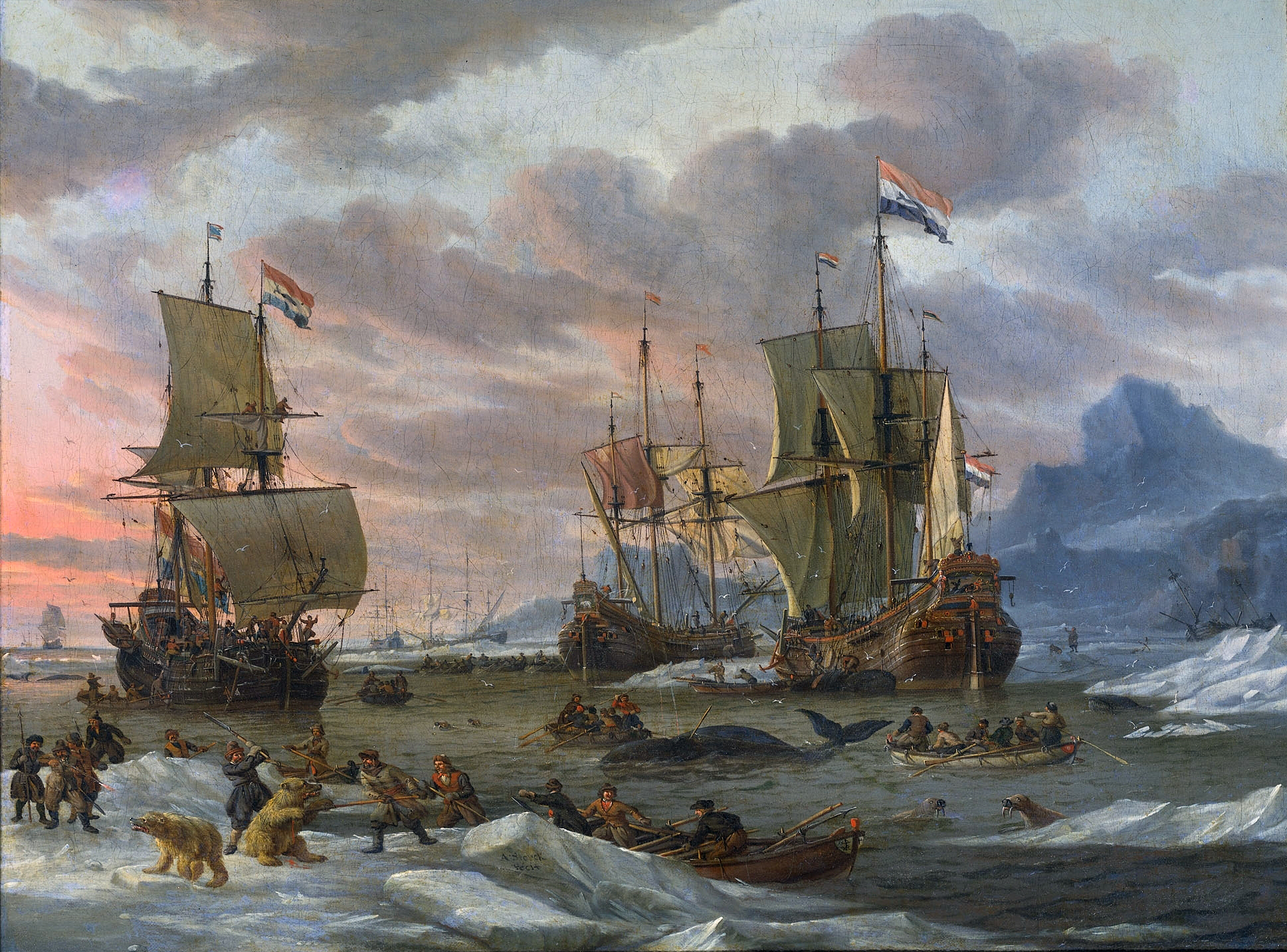
Hollandse walvisvaarders voor een bergachtige kust. Abraham Storck (c. 1690), Rijksmuseum

Geschiedenis van de Nederlandse zeevisserij beschrijft de ontwikkeling van de zeevisserij en de toepassing ervan de eeuwen door. In toenmalige gewesten als Holland, Zeeland en landsdelen als Groningen en de Waddeneilanden vonden zekere vormen van zeevisserij plaats. Die gewesten, landsdelen en eilanden bleven na 1813, toen Nederland zich als natie had gevestigd, daarvan als provincies deel uitmaken. De verschillende soorten zeevisserij die binnen deze voormalige gewesten en landsdelen werden bedreven en die met name werden uitgeoefend in de Noordzee, in de voormalige Zuiderzee − het latere IJsselmeer − en in de Waddenzee, bleven in Nederland overeind.
Veruit het meeste hierover is pas bekend vanaf de hoge middeleeuwen. Vanaf de zestiende eeuw, toen de zeevisserij − met name die op haring − een duidelijke structuur had gekregen, werd de haringvisserij omschreven als Groote Visscherij. Daarentegen werd destijds voor de jacht op walvissen de betiteling Kleine Visscherij gehanteerd, hoewel het daarbij juist ging om prooien die zeer omvangrijk waren. Iets dergelijks werd aangetroffen bij een zeventiende-eeuws, zwaarwichtig Collegie van de Groote Visscherij, een instelling die het gehele scala van de vleetvisserij op haring beheerde en reguleerde en die een kustvisserij op andere vissoorten typeerde als Kleine Visscherij.

## Hollandse kust- of Zijdse visserij

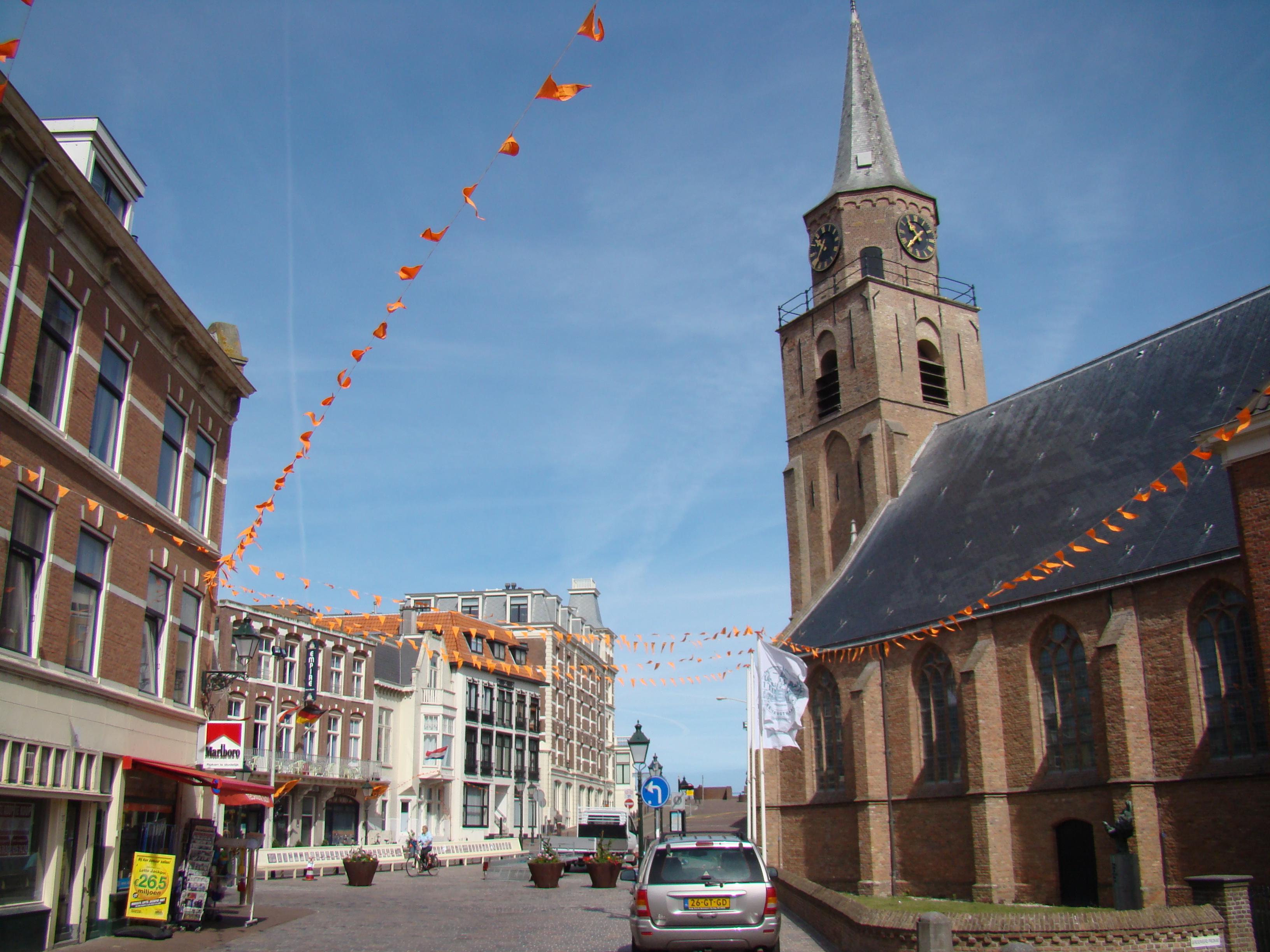
Kustdorp van de Zijde. Scheveningen. Oude Kerk, eerder een baken voor de kustvissers

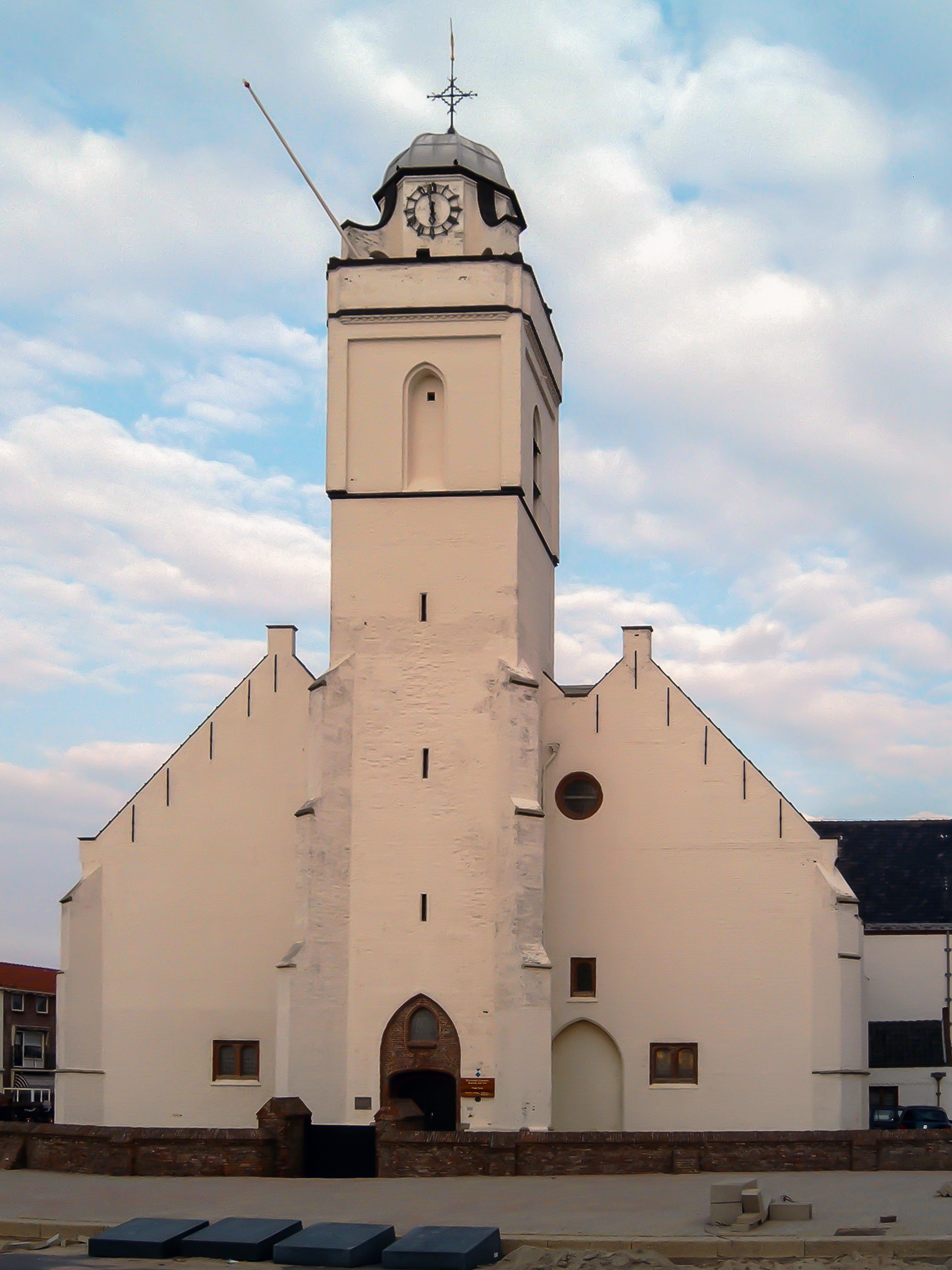
Kustdorp van de Zijde. Katwijk aan Zee. Andreaskerk aan de boulevard

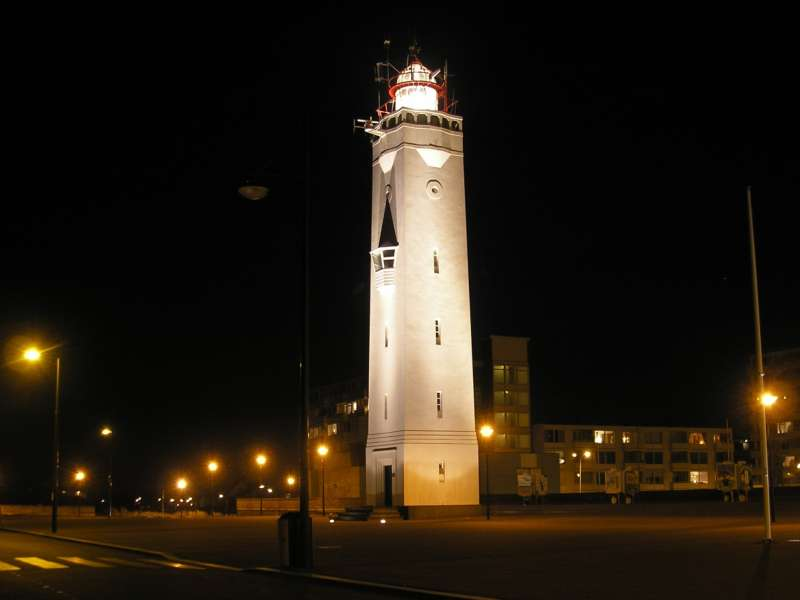
Kustdorp van de Zijde. Noordwijk aan Zee. Nachtfoto van de vuurtoren

### Vanaf het land naar de zee
De Zijde of Zijdkant telde een reeks van dorpen aan de Noordzeekust, waaronder Noordwijk. Een uit die kustplaats afkomstig geschiedkundig boekje geeft aan dat in 1344 al Noordwijkse scheepjes bij het Engelse Yarmouth zouden zijn aangeland. Of het hierbij om vissersscheepjes gaat blijft onvermeld evenals een achterliggende bron.
De uitoefening van de vroege Hollandse kustvisserij van de Zijde is beeldend verduidelijkt door de zestiende-eeuwse Scheveningse viskoper en visafslager Adriaen Coenen. Hij neemt bij de behandeling daarvan een prominente plaats in en die is terug te vinden in zijn Visboeck. Daarbij stonden volgens Coenens beschrijving enkele mannen aan de rand van zee en strand, samen een lijn vasthoudend die met een net was verbonden. Dit net, dat door Coenen als een 'zeegen' werd bestempeld, werd door een vaartuigje met daarin enkele vissers niet al te ver van het strand in zee uitgezet. Een tweede lijn was in hun bezit; zij roeiden, die tweede lijn vierend, terug naar het strand naar een plek die lag op enige afstand van de andere visserslieden. Vervolgens werd − op dezelfde wijze als bij de eerdergenoemde twee strandvissers − het vanaf het scheepje in zee uitgezette net ingepalmd. Toen eenmaal bij de kustvisserij op de Noordzee een vaartuigje in het gebruik kwam, was weldra het tijdstip dáár dat vissersscheepjes − die op oude prenten en schilderijen worden afgebeeld met aan boord twee à drie vissers − concreet zee kozen.
Coenen laat verder zien dat Zijdse kustbewoners toen een vorm van zeevisserij bedreven vanaf het strand. Een afbeelding in zijn Visboeck geeft dit weer. In het voornoemde geval van die vroege strandvisserij zijn twee lieden bezig, een vanaf het strand in zee neergelaten visnet − dat met twee lijnen is verbonden aan de beide uiteinden ervan − handmatig in te palmen en dat op het droge leeg te schudden. Coenen noemt deze activiteit Cingelen. Het eerdere bestaan van deze vorm van visserij wordt verduidelijkt in een voorschrift omtrent die toenmalige kustvisserij. Een citaat hieruit luidt: Des singelaars Vis sal 's morgens worden afgeslagen. Naast een eerste door Coenen ter sprake gebrachte visserij vanaf het zeestrand lijkt een tweede door hem aangedragen bezigheid een tussenvorm te zijn.

### Het achterland
Dat de kustdorpen werden geprikkeld om zeevisserij te bedrijven, heeft ongetwijfeld te maken met de aanwezigheid van een achterland waar zich een behoefte aan zeevis deed gelden. Grenzend aan − of nog gelegen in − de Zijde is een achterland met daarbinnen zich ontwikkelende steden, parochies, kloosters, gemeenschappen zoals seminaria en heel centraal een in 1230 in Die Haghe door Floris IV gesticht grafelijk Hof. Samen vormden die gemeenschappen en instellingen een steeds omvangrijker wordend gebied, iets dat de vraag naar zeevis lonend maakte. Zo kende het zich aldaar gevestigd Hof velerlei bezoekers, alle bestaand uit van elders komende hoog- en grootheden. Een variëteit aan zeevis vormde een belangrijk onderdeel van de maaltijden die deze bezoekers kregen voorgezet. Te denken valt aan rondvis zoals schelvis, wijting, kabeljauw, makreel en platvis als schol, schar, rog en de wat exclusievere heilbot en tong. Bovendien vormde het toenmalige katholicisme, dat als geloof in heel West-Europa werd beleden, een stevige basis voor de aangevoerde zeevis. Het kaken van haring door de Zijdenaren werd in de zestiende eeuw van bovenaf aangemerkt als zijnde strafbaar.

### Vissersvaartuigen van de kustvisserij

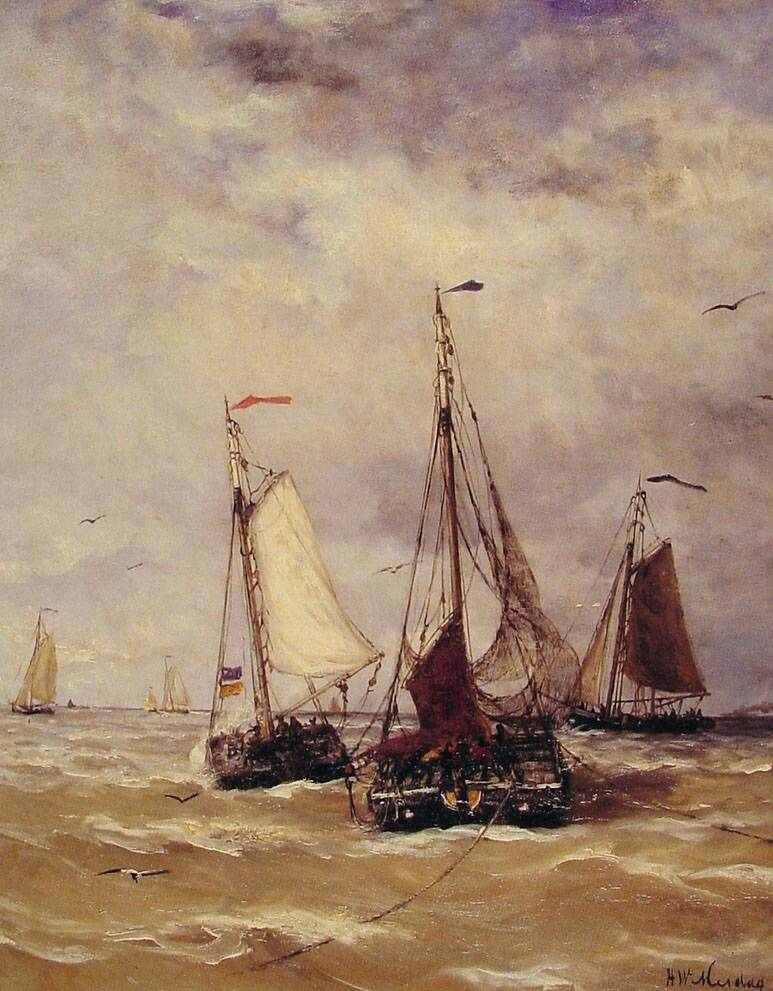
Bomschuiten, geschilderd door H.W. Mesdag

Een eerste typering van een scheepje dat vanaf de Noordzeekust in zee stak en dat pinck was genaamd, is door Coenen in zijn naslagwerk vastgelegd. Hij geeft aldaar aan dat de Zijdenaren visten vanaf schepen die hij 'pincken' noemt en waarvan hij tevens het volume vermeldt, namelijk zes tot negen last. De 'pink' komt voor op een gravure uit de zeventiende eeuw. Voor een bij de pink aanwezige − zij het nog summier − gevlakte onderzijde is gekozen om deze vaartuigen op daarvoor vervaardigde rollen te transporteren van het plaatselijke scheepswerfje dat de pinken bouwde naar het strand waar dergelijke scheepjes verder werden afgebouwd. Was de lengte-breedteverhouding van de pink 3:1, bij de later verschenen bomschuit gold een verhouding lengte:breedte van 2:1. Wanneer men is overgegaan van de pink naar de bomschuit, is nergens duidelijk vastgelegd. Aan de hand van nota's van nieuw geleverde vaartuigen en daarop gehanteerde benamingen wordt het wat duidelijker. Zo kostte in 1806 een 'visschuit' met een bun ƒ 1.425.–. In 1807 ging het opnieuw om een 'visschuit'; die nieuw ƒ 1.435.– kostte. In 1809 werd een vaartuig, nu aangeduid als 'nieuwe schuit', geleverd voor ƒ 1.600.–. Een nota uit 1816 noemt een gebouwd vissersvaartuig een 'boodem schuit'; deze werd geleverd voor ƒ 1.950.–.
Een advertentie in een plaatselijke krant uit 1898 spreekt van een 'bomschuit' die ƒ 2.625.– zou moeten opbrengen. Er vond een ommekeer plaats inzake het aanduiden en omschrijven van de besproken kustvaartuigen. Dit zal zich − naar het zich laat aanzien en op grond van geregistreerde aanduidingen − hebben voltrokken in de loop van de negentiende eeuw. De laatst bekende lengte van een bomschuit is omstreeks 14 meter geweest, terwijl de breedte ervan omstreeks 7 meter moet hebben geteld. De groei en de omvang van de bomschuit zal met name zijn gestimuleerd door de komst van de Visserijwet van 1857. Daarin werd de vrijheid voor het kaken van haring voor de Zijdenaren en andere voormalige uitgeslotenen officieel akkoord bevonden. Sindsdien kon − evenals de vissersschepen van de haringsteden − de Zijdse vloot met haar inmiddels groter geworden bomschuiten in juni mede uitvaren naar de Shetlandeilanden. Daar werd de haring niet alleen gevangen, maar ook gekaakt. De bomschuiten die onder de kust op verse vis bleven vissen, slonken in aantal. In het laatste kwart van de negentiende eeuw ging een dergelijke kustvisserij stilaan verlopen. Wat in de kustdorpen achterbleef en zich richtte op de kustvisserij, stootte, los van al het andere, op een nieuw ongerief binnen de Noordzeevisserij.
De zeevisserij met het sleepnet, eertijds expliciet bedreven door kustvissers met hun bomschuiten, werd stilaan overgenomen door trawlers. Dit waren schepen die, komend vanuit hun af- en aanmeerhaven te IJmuiden, met grote sleepnetten of trawls de Noordzee doorploegen. De eerdere aanvoer van vis en de verkoop ervan op het strand voor de betrokken kustdorpen verviel steeds meer. Scheveningen en Katwijk bleven weliswaar nog overeind, maar ook voor deze plaatsen bleek een vrije val van de kustvisserij onvermijdelijk. Deden daarvoor geschikte bomschuiten nog mee met de jaarlijks haringvisserij bij Shetland, de verschijning van de logger als vissersvaartuig maakte de bomschuit overbodig. In het tweede decennium van de twintigste eeuw kwam het totale einde voor het fenomeen bomschuit. De kleinste kustdorpen hadden in het tweede deel van de negentiende eeuw hun kustvisserij al goeddeels laten verlopen; uiteindelijk sloten Scheveningen en Katwijk de rij. Telde Scheveningen in 1900 nog 212 bomschuiten, Katwijk telde er toen 68 en Noordwijk 15 terwijl een officiële bron geen schuiten van de kleine kustdorpen meer vermeldde.
In 1912 telde Scheveningen nog 70 bomschuiten, Katwijk aan Zee 50 en Noordwijk aan Zee 3. Na de Eerste Wereldoorlog waren er geen bomschuiten meer operationeel.

### Schuiten en pinken naar Shetland?
Er is wel gesteld dat de Hollandse Zijdenaren met hun scheepjes − evenals de haringvissers met hun buizen − al eeuwenlang in zee zouden steken om naar Shetland af te varen voor de haringvangst te zoute, maar dit is onjuist: in werkelijkheid was dit pas het geval na 1857. Een tweetal schriftelijke vastleggingen erover door twee auteurs kan niet waar zijn. Een stellingname, door de auteur E.W. Petrejus aldus geboekstaafd, kan niet berusten op reële bronnen. Hetzelfde geldt voor de auteur Vermaas. Deze vertaalde een tekst, afkomstig uit het historische werk van Adriaen Coenen zodanig dat − door het weglaten van enkele woorden − de schijn werd gewekt dat de scheepjes van de Zijde de eeuwen door in juni tussen de buizen bij Shetland op haring visten. De onmogelijkheid ervan is gebaseerd op het gegeven dat de grootte van een bomschuit, of in vroeger tijden een pink, dit niet toeliet. De buizen ter haringvisserij met de vleet moesten kunnen beschikken over omstreeks veertien vissers, die moesten worden ondergebracht in een voor hen beschikbare leefruimte.
Het werk van deze vissers omvatte bijvoorbeeld het uitzetten en inhalen van de vleet, het kaken en het pakken van de haring in tonnen en die tonnen bergen in de ruimen. Daarnaast moesten de desbetreffende vaartuigen kunnen beschikken over vele kubieke meters aan beschikbare ruimten. Deze moesten dienen voor de lege tonnen die later gevuld zouden terugkeren in de ruimte waar ze vandaan kwamen. Het meegevoerde zout kende een verhouding 6:1. Dit hield in dat een bomschuit die een te veronderstellen reis zou maken met als uitkomst een vangst van 300 kantjes, daarvoor op voorhand boven de eerst nog lege, maar stráks 300 volle tonnen ook nog een vijftigtal tonnen aan zout mee moest voeren. Met inachtneming van de hoeveelheid tonnen was er aan boord nog een vracht aan zware lijnen waaronder een zware reep, die minstens één tot anderhalve kilometer lang was. Volgde dan nog de vleet bestaande uit een ruim aantal netten die met elkaar, conform een de afmeting van de reep, ook een tot anderhalve kilometers lang was en het voedsel, benodigd voor een te veronderstellen grote bemanning en voor een zeereis met een mogelijke duur van zes tot acht weken. Vandaar de onmogelijkheid voor Zijdse vissersvaartuigen om de vleetvisserij te zoute te bedrijven.

### Twee netten en de vis op het droge
De kustvaartuigjes visten toentertijd met twee in zee achter elkaar liggende netten. Dit had echter niets te maken met boomkorvisserij. Bij de kustvisserij ging om een zwenkende boom of slagarm waaraan via lijnen een sleepnet was bevestigd dat buitenboord werd gezet. Wanneer dat net als eerste in het vaarwater achter het vaartuig zijn positie had ingenomen volgde een zwenkende tweede, langere boom met daaraan langere lijnen. Het tweede net was evenals het eerste met nu langere lijnen bevestigd aan die eveneens langere boom. Deze werd eveneens buitenboord gepaaid. Door het toegenomen tweetal lengten − die van de boom en die van de lijnen − verdaagde het tweede uitgezette net achter het eerste. Men viste op plat- en rondvis die op het strand vóór het vissersdorp werd afgeslagen. Wanneer het hoog water was, kon een bomschuit om haar vangsten te lossen aanlanden op het strand. In het andere geval bleef het vaartuig voor anker, half drijvend in zee. De vissers moesten dán de in manden gestorte vis wadend naar de strandlijn dragen. Een afslag van de vis was gereguleerd en aldus nauwgezet en officieel.
Voor de kustdorpen golden geen hogere regels dan voor de plaatselijk verstrekte voorschriften. Men kende toentertijd twee dagelijkse afslagen van de aangevoerde vis: de ene van zes uur 's morgens naast tweede van twee uur 's middags. Sinds Scheveningen in 1904 over een langverwachte en veel besproken zeehaven beschikte, bestond er bij dit vissersdorp geen vergelijking meer met overige kustdorpen aan de Noordzee. De reden hiervan was een combinatie van de aangelegde zeehaven en een tot bloei komende haringvisserij met de vleet.

### Toch haring vissen door de Zijdse vissers
Er bestaat een misverstand over het toenmalige vissen van haring in samenhang met de Zijdse kustvisserij, dat wordt gedragen door een niet geheel juiste interpretatie van het visverbod op haring. Er heeft feitelijk nooit een specifiek verbod bestaan om te vissen op haring. Het ging meer om wat er zou gebeuren ná haar vangst, namelijk het al dan niet kaken van de haring. Dat in de nazomer toch Zijdenaren werden aangetroffen tussen de buizen van de Maassteden die visten op haring, heeft een verklaring. In de nazomer bevonden de haringscholen zich in de Noordzee relatief dicht bij of onder de Hollandse kust. Achter deze tijdelijk afwijkende vorm van visserij door de Zijdenaren − dus niet vissend op plat- of rondvis, maar op haring − lag vanuit de kustdorpen een vraag naar vers aan te voeren haring. Doordat, zoals al bleek, de haring niet ver van de kust in zee werd aangetroffen, konden de Zijdenaren na een voldoende bevonden vangst dezelfde dag of nacht terug zeilen met een op dat tijdstip nog onbewerkte, verse vangst aan haring. Niet elk Zijds dorp had zich zonder morren neergelegd bij de dwangmaatregel van het Collegie van de Groote Visscherij waarin de haringsteden waren verenigd. Katwijk had zich al in 1751 met een uitvoerig verzoek om ontheffing van het kaakverbod gericht tot de toen nog zeer jeugdige prins Willem IV. Het antwoord, verstrekt door zijn gouvernante en tevens zijn waarneemster en woordvoerster, was negatief. Een tweede verzoek, en dat dan gesteund door de andere Zijdse dorpen, onderging eenzelfde lot. Het los op het dek storten van de gevangen haring is het meest voor de hand liggend gezien de latere behandeling van de haring, wat later zal blijken.
Het blijft ook een open vraag met welk vistuig de kustvissers in die specifieke periode hebben gevist. Dit zou een sleepnet geweest kunnen zijn, maar het door de Zijdse kustvissers uit te oefenen vissen met een vleet zoals dit door de op haring vissende buizen van de Maassteden het geval was valt niet uit te sluiten. Aangekomen vóór het dorp bij het strand volgde een bijzondere verwerking van de vangst. Deze verwerking was gebaseerd op regels die wettelijk hiervoor golden. De haringen moesten namelijk stuk voor stuk worden geteld. Dit pleit voor een aanname dat de vangst op het dek was uitgestort. De manden met de getelde haringen (waarvan het aantal haringen nú tot op de haring toe nauwkeurig was geregistreerd) werden vanaf het strand waar de schuiten lagen aangeland door wagens naar het dorp vervoerd, waar de gevulde wagens nú in veelheid gingen wachten op de aspirant-kopers die eerst de partijen haring gingen keuren. Daarna werd in een verkooplokaal de vers aangevoerde en gekeurde haring verkocht en dit ten gunste van de specifieke kopers van de verse haring, de haringrokers die de gekochte haringen via het rookproces verwerkte tot bokkingen. De hedendaagse gerookte haring vindt als bokking nog steeds aftrek. Voor het tellen van de haring waren mannelijke dorpelingen aangesteld die werden omschreven als haringtellers. Na het tellen van de haring en het bergen ervan in manden waarop het getelde aantal haringen stond aangegeven, kon men als aspirant-koper de haring gaan schouwen en vervolgens erop gaan bieden.

## Kustvisserij van Groningen

### Zoutkamp en zijn visserij

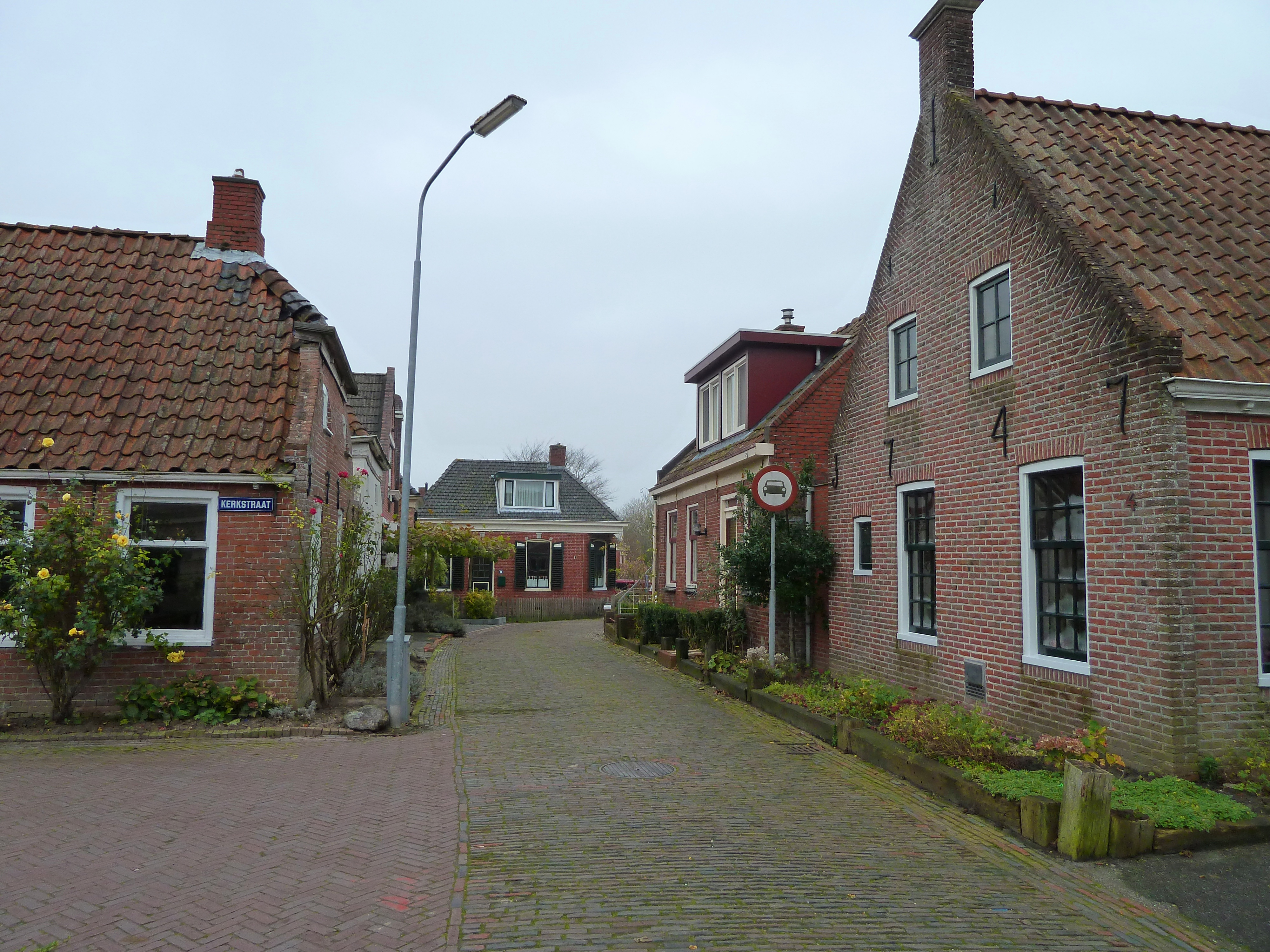
Oude vissershuisjes in de Vissersstraat van Zoutkamp

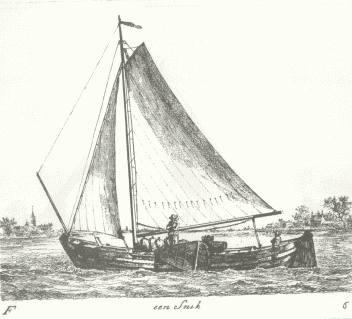
Een snik, afbeelding uit: G. Groenewegen, Verzameling van vierentachtig stuks Hollandsche schepen, Rotterdam 1789

De voormalige kustvisserij bij Groningen en de gelijksoortige visserij van de Zijde in het toenmalige Holland vertonen naast bepaalde verschillen ook overeenkomsten die voortvloeien uit ondiepten vanwege een aanwezigheid van wadden ten noordoosten van de provincie Groningen. Zowel de Zijdse vissers als de vissers in het Eems-Dollardgebied gebruikten platboomde vaartuigen. De vroegere Groninger kustvisserij werd uitgeoefend door het eerdere kustdorp Zoutkamp, maar ook door schepen uit dorpen als Ulrum, Usquert, Termunten en Termunterzijl. Zoutkamp beschikte destijds over een zeehaven.
In de loop van de zeventiende eeuw ging zich in het noorden van Groningen een wat duidelijker gestructureerde zeevisserij ontwikkelen. Maar men spreekt daarbij nog wél steeds over relatief kleine afzetmarkten zoals die werden aangetroffen in de stad Groningen en in het Friese Dokkum. In een Groningse stadsresolutie uit de tweede helft van de zeventiende eeuw wordt voor het eerst de aanduiding 'zeevis' aangetroffen. In 1634 wordt in Zoutkamp een aanwezigheid gemeld van 'visschershuijsen'. Dit zou mogelijk kunnen wijzen op rederijen of rederijtjes die toentertijd elders in den lande eenzelfde omschrijving kenden. De vissersvaartuigen, die aan de Waddenkust in gebruik waren, werden snikken genoemd. De Zoutkampse vissers gebruikten voor hun visserij alleen het schrobnet. Men deed een poging om de Groningse kustvissers te interesseren voor een 'staande' visserij, een visserij waarbij het vissersvaartuig zich niet voortbeweegt maar − passief − zijn plaats aanhoudt. Die poging van een adviesorgaan ging gepaard met een premie om een en ander te stimuleren. Het betreffende Genootschap verwees daarbij naar Friese vissers die blijkbaar in het najaar een visgerei hanteerden dat 'want' of 'hoekwant' is genaamd. Hiermee werd gevist op schelvis. Deze vorm van zeevisserij was vooral van toepassing bij voormalige Hollandse Maassteden. Maar, alhoewel tegenargumenten ontbreken, viel het voorstel van het Genootschap bij de Groningse zeevissers in eerste instantie niet in goede aarde. In latere jaren bleken de vissers het vissen met hoekwant opnieuw te hebben toegepast maar dan meer specifiek met als aas de garnaal. Deze methode bleek vooral in het najaar succesvol. En in 1880 werd al door acht van de twintig Zoutkampse schepen gevist op deze wijze. In het voorjaar viste men buiten Texel en Terschelling met het schrobnet op schol, scharbot, tong, kabeljauw, griet, rog en, zij dit in geringere mate, ook op steur. Men geeft zelfs 1861 aan dat in dat jaar maar liefst honderd steuren werden gevangen. De gangbare vangsten werden vervolgens uitgebreid met die op koolvis.
Een dieptepunt wordt gesignaleerd voor de eerste helft van de negentiende eeuw. Een mogelijke oorzaak zou de gezagswisseling van 1813 en de jaren erna kunnen zijn. Na 1850 volgde een opleving van de visserij met rendabele uitkomsten, gevormd door visserij in het Waddengebied. Die uitkomsten stoelden onder meer op verbeterde afzetmogelijkheden richting buitenland. Zoutkamp was tot in de jaren 1960 een vissersplaats met een zeehaven. Deze verkommerde na de afsluiting van de Lauwerszee in 1969. De bewuste zeehaven van Zoutkamp werd verlegd naar Lauwersoog, dat aan de zeekust grenst. De nieuw aangelegde zeehaven ging ligplaatsen bieden aan tientallen trawlers en kotters en aan garnalenscheepjes. Naast de nieuw aangelegde thuishaven werd in Lauwersoog ook een visafslag gebouwd. Door het uitbreken van de crisis in 1929 lagen de trawlers vanwege de lage visprijzen en de hoge brandstofprijzen jarenlang werkeloos aan de kaden van de haven van Zoutkamp.

### Garnaalvangst

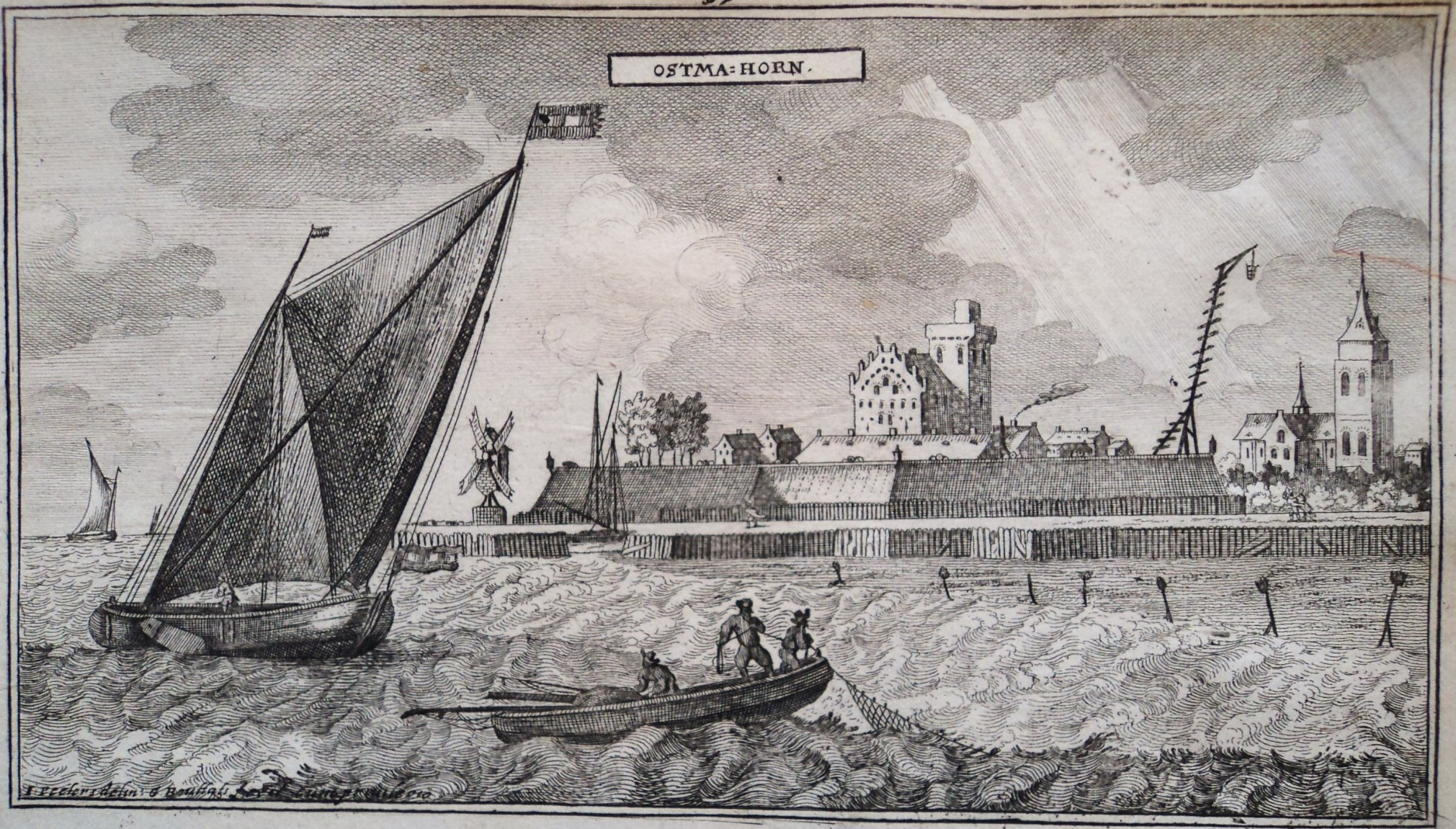
De Lauwerszee voor Oostmahorn in 1674

Ook het vangen van garnalen heeft altijd binnen het kader van het begrip 'zeevisserij' gevallen. Coenen beschrijft een in die eeuw toegepaste visserij op garnalen, maar dan uitgeoefend door één visser vanaf het strand. Diens vismateriaal bestond uit een lange steel waaraan een wijdgebekt schepnet was bevestigd. Naar zulks blijkt kende men langs de Groningse kust een dergelijke vorm van garnalenvisserij, zij dit met ander vismateriaal. Bij Zijdse dorpen was, voor wat betreft de garnalenvisserij, nauwelijks sprake van een professionele vorm, voor Zoutkamp lag dit geheel anders. De garnalenvisserij vond hoofdzakelijk plaats op de Lauwerszee, en de garnalen werden aangeduid als zijnde consumptiegarnalen. Zodra de vangsten dit toestonden, roeide of zeilde het vaartuigje naar de vaste wal voor het verwerken, dat wil zeggen pellen van de garnalen: dit werd gedaan door een of meer plaatsgenoten en/of hun gezinnen. De te verwerken garnalen werden gekookt alvorens te worden aangeleverd aan de verwerkers.
In de loop van de twintigste eeuw voorzag men de bezeilde vaartuigen van provisorisch ingebouwde motortjes. Dit droeg uiteraard bij aan een vlottere toevoer van de vangsten richting vaste wal. Men bleek garnalen ook te kunnen drogen. Rond 1920 overtroffen zelfs de omzetten van de "drogerijgarnalen" die van de consumptiegarnalen, iets dat zich standaard ging voortzetten en tegenwoordig niet meer valt weg te denken. Het kwam zelfs zover dat garnalendrogerijen in de jaren 1930 een belangrijk aandeel namen in de vaartuigen voor garnalenvisserij. Aan die voornoemde ontwikkeling lagen twee belangrijke factoren ten grondslag: er bleek een groeiende vraag ernaar vanuit ondernemingen in de eenden- en pluimveeteelt. De garnaal bevatte veel eiwitten: voor de doelgroep uitermate geschikt. Het groeiend gebruik van gemotoriseerd vrachtverkeer was een handreiking richting pluimveetelers; deze verbetering aan vervoer en aan afzetmogelijkheden, en dit gepaard gaand met het groeiende product maakte het geheel grootschaliger.
Een wereldomvattende crisis die zich voltrok vanaf 1927 had onder meer tot gevolg dat Duitsland als afzetgebied goeddeels uit het zicht geraakte vanwege aldaar geldende invoerrechten. Hierdoor daalde de afzet van drogerijgarnalen schrikbarend. In 1927 telde de Zoutkamper garnalenvloot 60 kleine, vaak open boten met een bemanning van een tot twee personen. Met het uitbreken van de crisis van 1927 volgden moeilijke tijden voor óók deze visserij. Vanuit Termunten en Ulrum en slaagden hun burgemeesters erin om regeringssteun te verkrijgen voor de garnalenvisserij. Maatregelen die eerst primair golden voor drogerijgarnalen werden daarna óók uitgebreid voor consumptiegarnalen en daarmee volgde een opleving van de totale garnalenvisserij. Heel wat vissers zochten gedurende de crisis hun heil in een kleinere vorm van garnalenvisserij. Ook werd in deze periode nog een tiental nieuwe kleine schepen gebouwd. Zoutkamp kreeg in de jaren 1930 en 1933 bovendien nog een groot haventerrein en een vishal, waarvan door de crisis echter niet volop gebruik kon worden gemaakt. Stilaan volgde een opleving van deze visserij. Tevens was er sprake van een aantoonbare verbetering van in gebruik zijnde vaartuigen en aan een verbetering van de vangsttechnieken. De garnalenvangsten op de visgronden lagen dicht bij huis: in het Lauwerszeegebied.
Een directe betrokkenheid van Zoutkamp met de Waddenzee verviel toen in 1969 de Lauwerszee werd afgesloten. Hierdoor viel de Zoutkamper zeehaven weg; deze werd verlegd naar Lauwersoog, dat aan de Waddenzee grenst. De nieuwe zeehaven bood ligplaatsen aan tientallen trawlers en aan veel garnalenkotters. De schepen droegen alle nog de lettercode ZK, aanduiding van Zoutkamp. Naast de nieuw aangelegde thuishaven voor de reeds genoemde scheepstypen werd in Lauwersoog ook een nieuwe visafslag gebouwd. Wat direct in Zoutkamp overeind bleef was de garnalenvisserij waarvan de vangsten in Zoutkamp werden verwerkt. Een onderneming met de naam 'Heiploeg' was op het gebied van garnalen zeer bekend.

### Delfzijl met Termunten
Al was Delfzijl als havenplaats in het noorden van Nederland vooraanstaand, de zeevisserij zette meer haar stempel op nabijgelegen dorpen als Termunten en Termunterzijl. Naast de garnalenvisserij was er ook een vloot die zich richtte op een kustvisserij met schrobnetten. In de Tweede Wereldoorlog pleegden de Duitsers een aanslag op de Nederlandse vissersvloot door de onteigening van een groot aantal schepen, een gebeuren dat standaard werd in alle visserssteden en dorpen. In het najaar van 1944 werd Delfzijl de enige ligplaats voor de uitgedunde, maar een nog bestaande Nederlandse vissersvloot van loggers en trawlers. Deze meerden voordien aan in IJmuiden maar werden voor de toekomende tijd verwezen naar Delfzijl. De tactische reden van de bezetter om dit te doen uitvoeren is nooit duidelijk geworden. In maart 1945 waren aldaar nog drie vissersschepen actief. Twee daarvan vertrokken aan het begin van een week in maart voor een nieuwe visreis terwijl een derde moest uitwijken naar Emden om aldaar brandstof in te nemen. De twee vertrokkenen zijn niet teruggekeerd en over hen is nooit iets bekend geworden.
Was Delfzijl voor wat betreft de visserij verleden tijd, na de Tweede Wereldoorlog, toen men op zoek ging om overal in West-Europa vissersschepen terug te halen, was het de pleisterplaats voor teruggehaalde vissersschepen die toebehoorden aan rederijen uit het westen van Nederland. De aanvoer van teruggehaalde vissersschepen en de opslag daarvan in Delfzijl werd dermate omvangrijk dat de eigen vissersvloot en die van andere noordelijke vissersplaatsen in het gedrang kwamen. Delfzijl moest een noodkreet laten horen om weer ruimte voor zichzelf te verkrijgen.

## De Waddeneilanden
In de Waddenzee wordt hoofdzakelijk gevist op mosselen en garnalen, maar daarnaast vist men in de kustzone van de Noordzee op kleinere schaal met sleepnetten op spiering. Met vaste vistuigen als staande netten, zegens en fuiken wordt gevist op harder, zeebaars, paling en spiering. Voor het kweken van mosselen wordt op verschillende manieren in de Waddenzee mosselzaad verkregen.

## Het IJsselmeer, voorheen de Zuiderzeevisserij

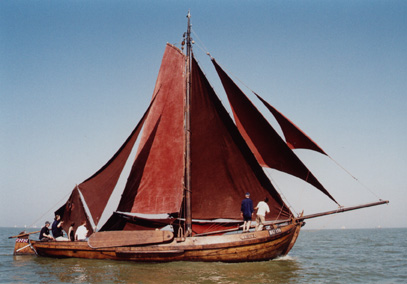
Botter BU130 – Trui

Aanvankelijk diende de visserij op de Zuiderzee om de omwonende bevolking te voeden. Vanaf 1800 werd het afzetgebied groter en werd de Zuiderzeevisserij economisch belangrijk voor Nederland. In dezelfde periode begonnen ook de Zuiderzeevissers op de Noordzee te vissen vanuit Urk, Volendam en Huizen. Al snel veroverden de Zuiderzeevissers de bevoorrading van Amsterdam ten koste van kustdorpen als Katwijk, Noordwijk, en Egmond aan Zee. Een belangrijke stimulans was de opening van het Noordzeekanaal. Al snel lagen de botters uit Urk, Volendam en Huizen voor de sluizen. Vanwege deze grote belangstelling werd er in IJmuiden een visserijhaven aangelegd. Deze haven was ook bereikbaar voor de loggers en de bommen van Vlaardingen, Scheveningen, Katwijk en Noordwijk. Rond 1900 waren er circa 2000 vissersschepen op de Zuiderzee. Het betrof meestal kleine vissersbedrijfjes met één schip per gezin. De vissers gebruikten schepen die nogal in grootte varieerden, van punters tot grote botters. Volendam had qua tonnage de grootste vloot op de Zuiderzee, daarna volgden de vissersvloten van Huizen en Urk.
In de Noordzeevisserij kwamen rond 1900 kapitaalkrachtige bedrijfsvormen op, die die van de vissers van de Zuiderzee dreigden te overvleugelen. Vooral de nieuwbouw van stalen (stoom)loggers maakte het mogelijk voor een constante aanvoer van verse vis te zorgen. Hierdoor daalden de besommingen van de Zuiderzeevissers en werden ze verdreven van de Noordzee. Alleen Urk heeft zich met geweldig veel moeite en opofferingen staande kunnen houden op de Noordzee. De steeds serieuzere plannen voor afsluiting en gedeeltelijke drooglegging van de Zuiderzee weerhielden de vissers er echter van om investeringen te doen en hun schepen te vernieuwen. Toen in 1920 de Zuiderzeewerken begonnen, was het met de Zuiderzeevisserij zo goed als gedaan. De Tweede Wereldoorlog bracht nog een kleine opleving, doordat wegens de voedseltekorten vele oud-vissers met hun opgekalefaterde schepen met een noodvergunning weer gingen vissen. Er bestonden ooit velerlei soorten vissersschepen. De wijze van vissen, de omstandigheden in het vaargebied en de traditie in de plaatselijke scheepsbouw bepaalden het uiterlijk van de schuiten. Het bekendste type is de botter, andere types waren de bons, blazer, kwak, aak, punter, haringschuit, schouw, pluut en schokker.

## Haringvisserij

### Vissen op haring volgens vaste regels
De jaarlijkse vleetvisserij op haring die gekaakt aan wal werd aangevoerd had eeuwenlang een vaste dag waarop die visserij haar aanvang kreeg: 24 juni, een datum die in het teken staat van Sint Jan. Die dag als begin van de teelt was ingesteld door het 'Collegie van de Groote Visscherye', een orgaan met veel macht als het om de 'haringvisserij te zoute' ging. De macht hiervan reikte zó ver dat op 22 mei 1609 van dit orgaan een dwingend voorschrift uitging naar de stad Hamburg en daarbinnen naar zijn afnemers van pekelharing, inhoudend dat Hamburg geen haring meer mocht afnemen van 'vreemden' die hun haring al vóór Sint-Jan hadden gevangen en gewend waren deze te exporteren naar Hamburg. Ook gold op Sint-Jansdag de vaste regel dat de bezeilde buizen bij de haringsteden afmeerden en vanaf de 52° breedtegraad tot iets boven de 60° breedtegraad zeilden Bij die eilanden lagen de gebieden waar de haring voorhanden was en waar de vleten werden 'geschoten'.

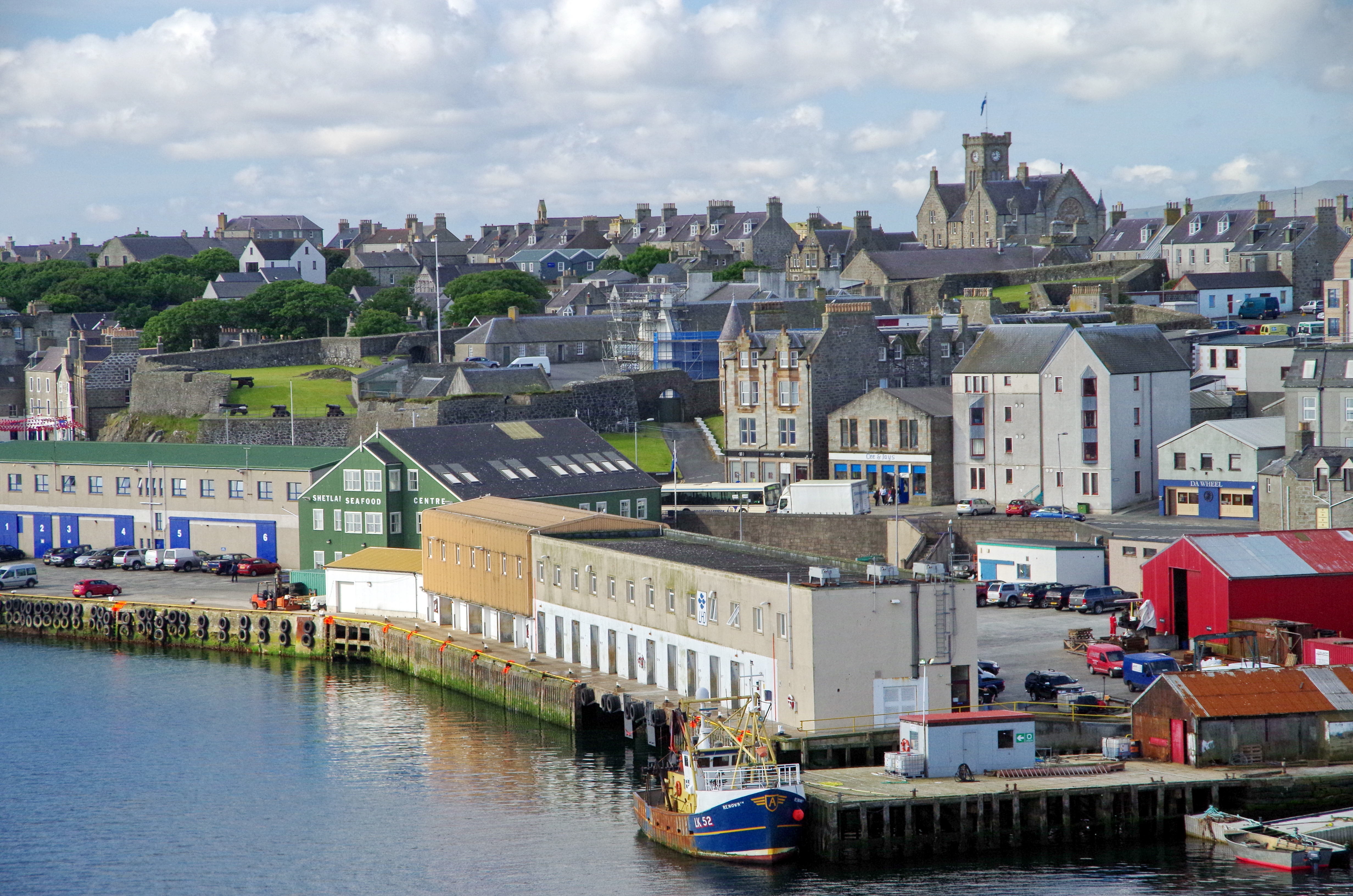
De haven van Lerwick op de Shetlandeilanden

In de 'Baai van Lerwick' werd beschutting gezocht bij zeer slecht weer. Ook werd in veel gevallen in de baai op zaterdagen en zondagen het anker uitgezet.
De haringvisserij verliep, ruim benoemd, in de Noordzee van noord naar zuid. Uit een hierboven voorhanden zijnde tekst bleek reeds dat de haringvissers rond het begin van de herfst tot voor de Engelse wal waren geraakt. Dit betrof tevens de beschreven periode waarop de bomschuiten op haring visten.

### Haringvisserij van Zeeland
De provincie Zeeland verdween als eerste uit de rijen der vaderlandse zeevissers die visten ten behoeve van het exportproduct pekelharing. In de Late Middeleeuwen schonk de haringvisserij aan Zeeland een mate van welvaart. De Scheveningse zestiende-eeuwer Adriaen Coenen kan hierbij welhaast als een getuige worden aangemerkt. Alhoewel hij als viskoper niet met haring van doen had, kwam zijn geschreven vastlegging van haring en haar visserij bijna neer op een lofzang. Hij reisde als viskoper regelmatig tot aan Antwerpen en Brussel toe. Wellicht had hij als bron daardoor, hetzij direct hetzij indirect, kennis van/over de Zeeuwse en de Vlaamse haringvisserij. Hij schrijft dat in zijn tijd vanuit Zeeland ontelbare 'buijsen' en 'booten' uitvoeren voor de haringvangst te zoute. Meer specifiek gaat het om de plaatsen Brouwershaven, Zierikzee, Vlissingen, Zoutelande, Westkapelle en Veere. Coenen merkt en passant op dat de Hollanders vroeger in het jaar afvoeren voor de haringvisserij te zoute dan de Zeeuwen, de Vlamingen en de Fransen.
Dat door Zeeland zeevisserij werd uitgeoefend, wordt ook duidelijk in een order van de Engelse vorst Eduard I, die in 1295 aan de drie landsdelen Holland, Friesland en Zeeland de vrijheid bood om te vissen in de Engelse wateren en dit dan meer specifiek voor de Engelse kust van Yarmouth. Het betrof de visserij met de vleet op haring. Voor plat- en rondvis behoefde men niet naar de Engelse kust te zeilen want dergelijke soorten zeevis waren in grote mate elders in de Noordzee aan te treffen. Echter, op wat men de "Visserij onder de Engelse wal" noemde waren zeevissers zeer gespitst, omdat die visserij uitsluitend betrekking had op haring. Jaarlijks verschenen in de herfst dicht bij de Engelse kust grote scholen haring. Men had echter niet de vrijheid om daar te gaan vissen, tenzij het betreffende land of zijn regerende vorst daarvoor toestemming verleende.
Een derde document maakt meldt dat een Engelse vorst, inmiddels Eduard III, in 1326 van Zeeland acht hulken en meer dan honderd haringschepen huurde vanwege een oorlogsdreiging. De vissersschepen moesten een fors aantal soldaten naar Engeland overbrengen. Hieruit blijkt dat in de veertiende eeuw in Zeeland al haringschepen voorhanden waren, en dat die schepen, relatief gezien, voldoende groot waren om naast hun visserij op haring bijvoorbeeld óók vrachten of mensen over zee te vervoeren. Een vierde feitelijkheid van een bestaande Noordzeevisserij van/door Zeeland is die waar het de uitvinding van het kaken van haring betreft − en deze dan ontdekt − door de Zeeuwse visser Willem Beukelszoon uit Biervliet.
Over de terugval en de latere ondergang van de Zeeuwse haringvisserij zijn verschillende lezingen. Over de mate en de tijd waarin deze terugval zich heeft voltrokken, lopen de meningen uiteen. De oorzaken ervan worden toegeschreven aan politieke conflicten met oorlogsgeweld en aan de − toenmalig veelvuldige − kaapvaart. Ook heeft volgens Degrijze, een Vlaamse bron, de verzanding in de Vlaamse en Zeeuwse kustregio een rol van betekenis gespeeld. In 1562 telde Zeeland nog zo'n 200 haringbuizen. De Zeeuwse haringbuizen zouden volgens Kranenburg minder groot zijn geweest dan die van Holland, die een laadvermogen kenden tot 46 last. Dit laadvermogen zou overeenkomen met dat van die na de Tweede Wereldoorlog (1939-1945) nieuwgebouwde loggertrawlers. Het waren feitelijke opvolgers van de verouderde loggers. Uitgaande van een Zeeuwse bron zakte rond het begin van de Tachtigjarige Oorlog in, terwijl in Holland de gestage bloei van deze visserij kon worden gevierd. Wel bleef een Zeeuwse zeevisserij voorhanden voor het vissen op plat- en rondvis.

### Haringvisserij van Noorder- en Zuiderkwartier
In tegenstelling met die van het onafhankelijke Zeeland waar de belangen in de haringvisserij aan het eind van de zestiende eeuw meer en meer waren weggekwijnd, bloeide de haringvisserij te zoute van het Noorderkwartier en het Zuiderkwartier, op als nooit tevoren. Het lijkt ondenkbaar dat steden als Rotterdam, Delft en Brielle ooit hun bijdrage leverden aan de omvang van de haringvisserij te zoute. Dit gold ook voor het toenmalige Noorderkwartier met onder meer Hoorn, Jisp, Grootebroek en Enkhuizen van waaruit de visserij op haring werd bedreven. De vertegenwoordigers van die steden en dorpen hadden een flinke vinger in de pap inzake het al dan niet kaken van haring door de Zijdenaren. De belangrijkheid van Hoorn inzake de visserij op haring te zoute blijkt uit een bron die aangeeft dat in Hoorn in 1416 het eerste grote haringnet is gepresenteerd. De sprong naar het conserveren van haring door het kaken ervan heeft wat betreft Holland en Zeeland ergens gelegen in de overgang van de dertiende naar de veertiende eeuw. Het toepassen van het kaken van haring wordt toegekend aan Willem Beukelszoon. Bij het kaken van haring verwijderden de vissers de ingewanden ervan, behalve de alvleesklier. Dit betekende praktisch gezien dat de haring na het pekelen en na het pakken ervan in tonnen werd geconserveerd.
Na de Middeleeuwen bloeiden meer dan voorheen vissersplaatsen op als Maassluis en Vlaardingen. Er kwam enigszins de klad in, onder andere door handelsoorlogen met Engeland en Frankrijk in de zeventiende eeuw en door de de Franse bezetting in 1795. In 1567 werd een eerder genoemd Collegie van de Groote Visscherij aangesteld. Het ging om een orgaan dat de kwaliteit van de bewerkte haring liet bewaken en daaruit voortkomend de belangen van de haringplaatsen in brede zin behartigde. Vanwege het bedreigen van de Hollandse haringvloot werd deze gekonvooieerd. Onder anderen Witte de With stelde zich ten dienste van die Groote Visscherij. Bronnen geven aan dat Enkhuizen omstreeks het midden van de zeventiende eeuw de grootste vissersplaats van Holland was. De drie haringen in het stadswapen herinneren aan zijn bron van welvaart. De rijkdom en de praal van deze periode zijn nog goed zichtbaar in kerken en andere gebouwen van die de stad. Hierbij moet worden bedacht dat historici uit die voorbije jaren vaak breed en lyrisch konden uitpakken in hun gedane verslagen, met name wanneer dit het 'goud van de zee' betrof. Onder hen treft men ook Adriaen Coenen aan. Hij schreef in zijn naslagwerk: Van onsen Eedelen harinc den Coninck Boven alle vischen Onsen Groten Gouden Berch in Hollant door Goets gracy Almachtich Oock Zeelant En Vlaenderen.

### In beroep tegen het kaakverbod

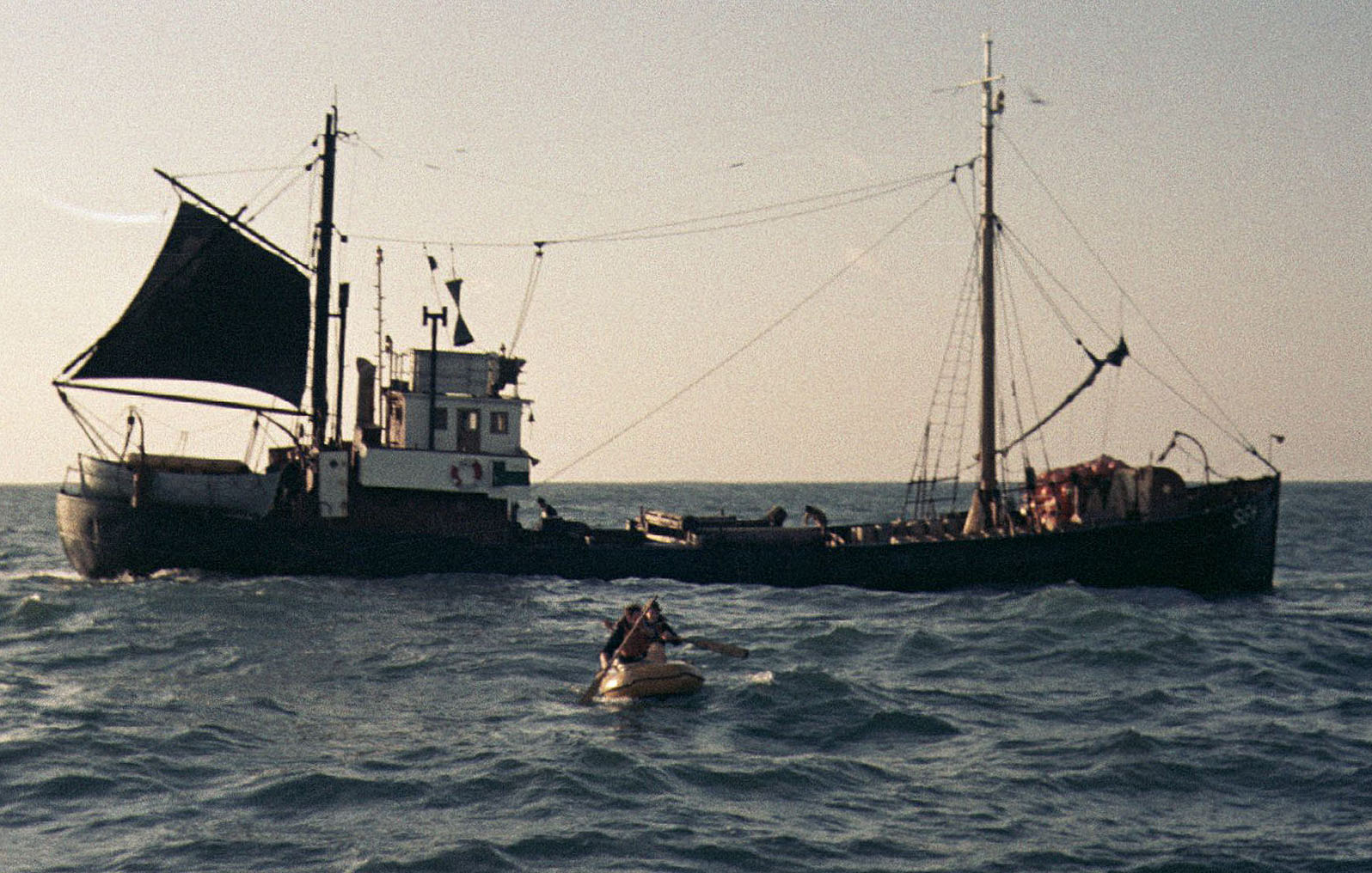
Motorlogger

De argumenten van de haringsteden, verpakt in velerlei wetgevingen en voorschriften, waren onder andere dat de pinken en de latere schuiten van de kustdorpen te klein waren om na vangst de haring goed te kunnen kaken en verder verwerken. Een terechte opmerking omdat op het dek een aantal vissers naast elkaar, zittend op een kaakplank of -bank, moest kaken met voor zich een mand waarin de gevangen haring lag te wachten op de kaker. Deze moest de door hem gekaakte haringen in een andere mand deponeren. De gekaakte haringen uit die laatstgenoemde mand gingen via weer een andere visser in een langwerpige houten bak waarin de haring werd 'gewart', dat wil zeggen gemengd met het zout dat werd toegevoegd aan de 'warrebak'. Vervolgens moest opnieuw een der andere vissers de haring in een ton 'pakken'. De gevulde ton ging in het ruim. En hierna de mening van de haringsteden ventilerend: dergelijke, naar hun zeggen slecht gekaakte en verwerkte, haring zou ongetwijfeld het blazoen van de Hollandse pekelharing schaden. Met die argumenten was in feite niets mis. Toch accepteerden niet alle kustdorpen dat. Het toenmalige kustdorp Katwijk zond als eerste in 1751 een zeer uitvoerige klaagbrief inzake het kaakverbod aan Prins Willem IV. Aan het monopolie op het kaken van haring − dat tot dan toe het voorrecht was geweest van de haring vissende steden − kwam een einde na de invoering van de Visserijwet van 1857. In het derde kwart van de negentiende eeuw vond daardoor een rigoureuze omslag plaats die de bakens merkbaar zou verzetten.
Op zich was het de kustdorpen niet verboden om op haring te vissen; het verbod gold specifiek voor het kaken daarvan. Dit bracht met zich mee dat aan het begin van het najaar, wanneer de haring zich manifesteerde bij de Engelse en de Hollandse wal, de kustvissers daar, en dit dicht bij de wal, op haring konden vissen. Het probleem was dat hun haring uitsluitend vers mocht worden aangevoerd. Na de vangst kon men óf de haring in manden scheppen, óf deze op het open dek laten liggen. Was het dek of waren de manden van een schuit vol, dan was er het voordeel dat de op haring vissende schuiten konden profiteren van de relatief korte afstand tot aan hun thuisbases. Direct na aankomst op het strand aan de vloedlijn meldden zich haringtellers die manden vulden met een vaste inhoud, afkomstig van het héél precies tellen van de haring. Bij de kopers van de vers aangevoerde haring betrof het haringrokers die de haring verwerkten tot bokking. De schuiten die normaliter met sleepnetten visten, gebruikten in die periode een vleet.

### Bemanning van logger of sloep, vroeger en later
De vissers die wat de nieuwe teelt, het visseizoen betreft, weer aan de slag wilden, dienden zich te melden bij de zogenaamde waterschout. De eind-negentiende- en begin-twintigste-eeuwse vissers meldden zich bij het bureau van de waterschout om in het bezit te komen van een monsterboekje of, wanneer deze visser er al een bezat, een aantekening te verkrijgen in het boekje. De procedure betrof het verstrekken van mogelijk gewijzigde persoonlijke gegevens of het actualiseren van de huidige situatie. Hierna werd de betrokkene bijgeschreven op de monsterrol van het schip waarop hij zou gaan varen.
Het doen van de voornoemde bezigheden werd het 'monsteren' genoemd. Normaliter monsterde een visserman voor een gehele teelt, dat wil zeggen voor de gehele periode van het jaar waarin hij zou gaan varen als visser, op een door hem gewenst schip. De benaming is een andere dan in voorgaande eeuwen maar de procedure op zichzelf is van alle tijden. De vroegere wetgeving rond het monsteren, destijds 'verlooft' of 'verhuyert' geheten, was streng. De bemanning van een logger of van een sloep bestond bij de vleetvisserij uit een schipper, een stuurman, vijf of zes matrozen, een of twee oudsten, een jongste een reepschieter en een afhouder, in het totaal dertien koppen. Nadat de schepen van motoren waren voorzien, werd de bemanning uitgebreid met een motordrijver of monteur, die, waar mogelijk, als matroos meewerkte. In het totaal ging het hier om veertien visserlieden. De Maassteden telden er één meer dan de kustdorpen.

### Vlaardingen

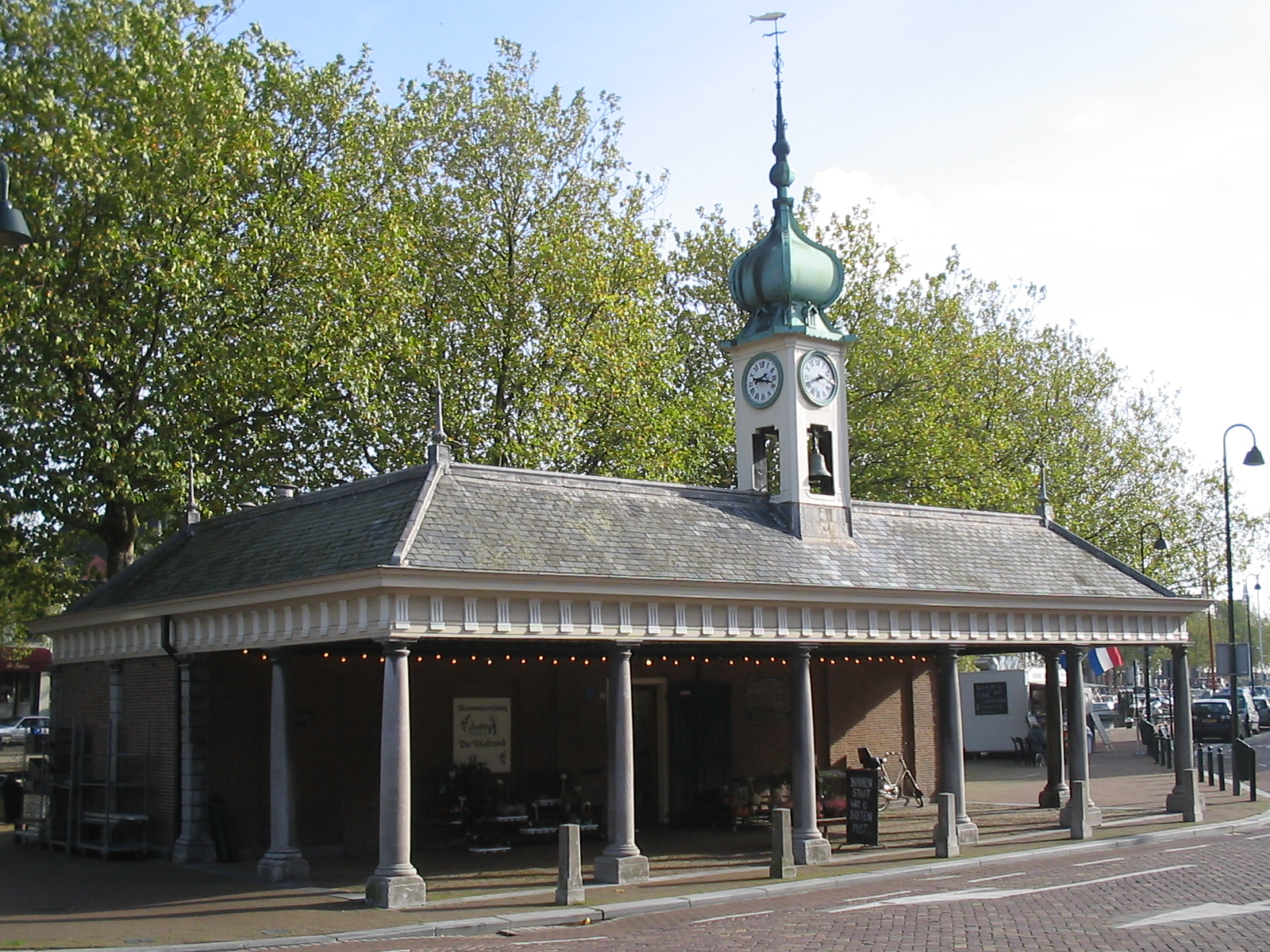
Vlaardingen. Historische Visbank

Vlaardingen had naast de beugvisserij ook een omvangrijk aandeel in de (pekel)haringvisserij. Vlaardingen was eeuwenlang van de toenmalige Maassteden in aantallen schepen veruit de hoogste. De Vlaardingse reder Ary Hoogendijk was onder de Vlaardingse reders een toonaangevend en erudiet man. Hij deelde zijn kennis met Anthony Beaujon die toen een standaardwerk schreef over de haringvisserij, waarin hij waarschijnlijk werd bijgestaan en geïnformeerd door de reder Hoogendijk met wie hij bevriend was geraakt. Zelf schreef Hoogendijk eveneens een standaardwerk dat veel onderbouwt inzake de zeevisserij. Hij beschrijft de toenmalige vissersschepen waaronder de buis, het haringschip van oudsher. Deze werd gevolgd door de hoeker, de sloep en de ook dáár geïntroduceerde logger. Het geloof van de Vlaardingers in Maas' logger was lange tijd vrij wankel. Maar hun bekering daartoe volgde op den duur want Hoogendijk merkt in zijn boek op dat de Vlaardingse vloot destijds bijna geheel uit loggers bestond. Zoals uit de afbeelding blijkt was er in Vlaardingen tevens sprake van stoomschepen, uitgereed voor de visserij. In 1900 telde men drie motorsloepen, terwijl in 1913 sprake was van eenendertig stoomsloepen en één stoomlogger. Hoogendijk telde in 1900 in zijn 'Doggermaatschappij' twee stoomsloepen, een aantal dat in het oorlogjaar 1913 was uitgegroeid tot zeven van dergelijke vaartuigen.
Bij de vleetvisserij op haring was de rekeneenheid 'last' gangbaar. De inhoud van een last was echter voor de verschillende haringplaatsen bij de ene 17 en bij de andere 14 kantjes of tonnen. De Zijdelingen Scheveningen en Katwijk hielden het op die 17 − en Maassteden als Vlaardingen, Maassluis en Schiedam behoorden tot de partij die uiteindelijk 14 kantjes of tonnen aanhielden als inhoud van de gewraakte last. Daarom volgt een uiteenzetting van de Vlaardingse reder en auteur Hoogendijk die een en ander in zijn boek heeft verklaard. Hij geeft in dit naslagwerk aan dat, nadat aan boord de haringen waren gekaakt, geward, in ton(nen) gepakt en ten slotte in ruimen neergelaten, deze de daaropvolgende dagen weer bovendeks verschenen. De haringen werden dan vanuit de huidige tonnen overgepakt in voorhanden zijnde nieuwe tonnen. In enkele dagen waren de haringen namelijk gekrompen, waardoor de 17 kantjes of tonnen van voorheen waren teruggevallen naar 14. Vissersplaatsen als Scheveningen en Katwijk pasten echter het idee van het herpakken van de haringen aan het dek niet toe waardoor hun opvatting over de last met 17 kantjes of tonnen bleef voor wat deze was. De loggers van de Zijdenaren, ter exploitatie verschenen in de tweede helft van de negentiende eeuw, waren rank gebouwd en zij beschikten daarom niet over een voldoende aan dekruimte waarop de haring opnieuw kon worden gepakt. Daarom behoefde de bemanningen van de Zijdse loggers slechts 12 koppen te tellen in plaats van de 15 vissers zoals zulks gangbaar was bij de Maassteden. De Zijdse loggers, aangekomen in de plaats waar moest worden aangemeerd, losten dáár hun gevulde tonnen. In geval van Katwijk meerden diens schepen aan in IJmuiden.
Na de aanvoer en het lossen gingen de haringpakkers van de eigen rederij de zojuist aangevoerde tonnen met inhoud opnieuw pakken en deze gereed maken voor de verkoop en de veelal daaropvolgende export. De Katwijkers zullen, naar mag worden aangenomen, hun vangsten eerst naar het eigen dorp hebben laten vervoeren waar, evenals bij Scheveningen, de pakkers van de eigen rederij aan de slag konden gaan. Bij de trawlvisserij wordt onder meer vermeld dat na de 'behouden teelt' − dit was de afsluiting van het vissen op haring met de vleet voor het huidige jaar − in Scheveningen en in IJmuiden (althans voor Katwijk) meerdere van hun loggers opnieuw in gereedheid werden gebracht. De bedoelde schepen gingen − om de periode van het niet met de vleet vissen te overbruggen − trawlen. Vlaardingen kende echter een andere aanpak, die spoorde met een specifiek Vlaardingse bezigheid. Ook daar was de 'behouden teelt' ingetreden en zouden zonder een alternatief schepen loos aan de kade liggen overwinteren. En ook dáár ging men dan ook schepen in gereedheid brengen. Deze schepen gingen echter niet trawlen zoals de Zijdenaren, maar beugen, zijnde een vorm van passieve visserij die eeuwenoud was. Aan het begin van de twintigste eeuw telde Vlaardingen tegenover Scheveningen − inmiddels Vlaardings gevoelige concurrent − 107 vissersschepen: Scheveningen telde daarentegen 109 loggers, maar hiernaast kende het kustdorp nog een vloot van 205 schuiten die inmiddels, dankzij de wet van 1857, ook de haringvisserij mochten uitoefenen en de vangsten kaken. De strijd om de meest aangevoerde en geëxporteerde haring was hierna beslecht in het voordeel van Scheveningen. De scheepswerven van Vlaardingen waar loggers en sloepen zorgden anderzijds voor veel compensatie.
In Vlaardingen werd in 1960 het Visserijmuseum (thans Museum Vlaardingen) gesticht om de geschiedenis van de visserij en van de stad als vissersplaats aan het publiek te tonen.

### Drie dieptepunten
Vanaf begin twintigste eeuw tot en met de jaren 1950 kende drie dieptepunten: de Eerste en de Tweede Wereldoorlog en, bekneld ertussen, een mondiale crisis (zie verder #Twee wereldoorlogen). De zeevisserij, die al meer downs dan ups telt, geraakte door die crisis volkomen vleugellam. Hierdoor zijn destijds zowél rederijen als vissersgezinnen geslachtofferd. De reders en gezinnen werden echter getroffen door meer dan alleen de crisis.
De zojuist aangegeven en in 1927 afgestudeerde wetenschapper Schippers constateert dat de Nederlandse vleetvisserij in zijn tijd duidelijk achterloopt daar zij onder meer nog steeds en uitsluitend passief, dus stilliggend aan de vleet, haar haringvisserij bedrijft. In andere landen is deze visserij op haring deels al ingeruild voor het actieve vissen − dus met het sleepnet. Want nog steeds kunnen Nederlandse rederijen bij hun haringvisserij met de vleet hiervoor uitsluitend hun − met zeilen toegeruste − vissersvaartuigen inzetten. Daarnaast verwerpt de voornoemde auteur een constatering van de haringvissers dat er een gebrek aan haring in de Noordzee valt te constateren. Intussen is Vlaardingen begonnen met de aanschaf van door stoom aangedreven vissersvaartuigen, de zogeheten stoomloggers. Andere vissersplaatsen die de vleetvisserij op haring uitreden beginnen, ruim bemeten tussen 1925 en 1930, hun vloten uit te rusten met motoren. Het vermogen van deze motoren was feitelijk te laag.

### Nederland in zee met Polen
De jaren 1930 vertonen pieken en dalen en tot overmaat van ramp daarnaast een steeds terugkerende onvrede onder de bemanningen van de haringvloot. Maar er schijnt voor een Vlaardingse en een Scheveningse rederij voor de toekomst licht te gloren aangezien het sinds 1918 zelfstandige Polen zich wil gaan bekwamen in een uitoefening van de vleetvisserij op haring, voor de Poolse bevolking een dagelijks terugkerend deel van hun maaltijden.
Nadat Polen na de Eerste Wereldoorlog zijn zelfstandigheid had verkregen bleef er voor dit land nog een onvervulde wens over, namelijk een directe aansluiting op de Oostzee. De tijdens de Eerste Wereldoorlog met elkaar verbonden landen verschaften Polen een corridor noordwaarts, pal door het Duitse Pruisen naar de Oostzee, iets wat de verliezer van de oorlog, Duitsland, tandenknarsend diende te accepteren. Deze aansluiting daarentegen gaf Polen de mogelijkheid, in de toekomst een koopvaardijvloot, een oorlogsvloot en ook een vissersvloot te realiseren. De Polen kenden geen zeevisserij, dus dat moest worden aangeleerd. Zij vonden, na Engeland bezocht te hebben, bij Nederland juist datgene waarnaar zij zochten: vissersschepen die met de vleet op haring visten, vissers die vervolgens de haring aan boord kaakten, deze in tonnen 'pakten' en die tonnen in de ruimen neerlieten. De Poolse delegatie vond aansluiting bij zowel Vlaardingen als bij Scheveningen. In 1931 werden de Vlaardingers met de nieuw opgerichte rederij MOPOL en in 1933 de Scheveningers met de nieuw opgerichte rederij MEWA de Nederlandse participanten bij de beide Poolse rederijen. Voor wat betreft die beide participanten kwam het tot een 'verkoop' van een aantal van hun vissersschepen aan Polen. De bemanningen van de schepen bleven goeddeels Nederlands. Wel werd overeengekomen dat per aangekocht schip enkele − meest jeugdige − Polen moesten worden toegevoegd aan de bemanning. De jonge Polen begonnen hun vissersleven als laagste in rang, als afhouder. Zij zouden in de praktijk de zeevisserij op haring leren kennen.
Vlaardingen was wat eerder dan Scheveningen aan een dergelijke samenwerking begonnen. Het is gebleken dat het voor deze Maasstad een ongelukkig verloop heeft gekregen. Treft men in 1934 nog wél schepen van Vlaardingen aan die onder de lettercode GDY varen, in het jaarboekje over 1935 vindt men nog uitsluitend Scheveningen als uitvalshaven voor de Gdyniavloot. Uit aangetroffen correspondentie van de Schevenings/Poolse rederij MEWA wordt duidelijk dat bij of door de rederij MOPOL is gefraudeerd waarna een heftig conflict is ontstaan tussen de rederij en de douane. Zelfs werden Nederlandse − bij MOPOL in dienst zijnde − leidinggevenden aangehouden en ingerekend. De Poolse douane werd uiteindelijk de winnaar; het was het einde van de Vlaardings/Poolse rederij. Het gegeven dat een Nederlandse directeur van MOPOL reeds eerder aan de Scheveningse leiding van MEWA had voorgesteld, gezamenlijk verder te gaan, was een teken aan de wand. Uit Polen verzonden brieven aan het Scheveningse MEWA-kantoor spreken van een nadien moeizamer verloop waar het MEWA's contacten met de douane betrof. In 1939 viel voor MEWA het doek toen op 1 september van dat jaar het Duitse leger Polen binnenviel. De samenwerking met de Polen was soms moeizaam maar MEWA had, als Duitslands agressie er niet was tussengekomen, een kans van slagen gehad. Het was op die bewuste eerste september een geluk bij een ongeluk dat alle schepen van MEWA, hetzij vissend in de Noordzee, hetzij aangemeerd in Scheveningen, voorhanden waren. Nadat alle schepen waren opgeroepen om huiswaarts te keren − wat inderdaad gebeurde − was de aan MEWA verstrekte lening min of meer gedekt in de vorm van de vijftien ter plaatse aangemeerde loggers.
Jonge Polen uit kustdorpjes werden met mooie beloften verleid, aan te monsteren op de Nederlandse vloot die op haring viste. MEWA had, zoals al eerder bleek, een kantoor in Gdynia en één te Scheveningen. De Nederlandse directeur was Jan van der Toorn Az. die alles bestuurde vanuit een kantoorpand dat grensde aan dat van zijn vaders rederij A. van der Toorn Jz. Van deze (familie)rederij was Jan van der Toorn Az. mededirecteur. Die rederij 'verkocht' vijftien van haar loggers aan MEWA. Uit documentatie is duidelijk geworden dat de eerder door Polen aangekochte schepen zijn aangeschaft uit een lening die de rederij A. van der Toorn Jz. − participant in MEWA − had verstrekt. De schepen meerden aan en af in Scheveningen. Hun aangevoerde tonnen haring gingen onbelast in de trein richting Polen, meer concreet naar Gdynia. Daar was een rederijerf met schuren opgetrokken. Kuipers van de rederij A. van der Toorn Jz. werden naar Gdynia gezonden om de Polen het kuipersvak te leren en daarnaast om de haring opnieuw te pakken in nieuwe tonnen voor de verkoop zoals dit op de havenkades van Scheveningen plaatsvond. Jonge Poolse vrouwen kwamen naar Scheveningen om het boeten van netten onder de knie te krijgen. De GDY-loggers, bemand met eigen bemanning, vertrokken na bouweteelt naar Polen. De Scheveningse vissers reisden daarna per trein huiswaarts. In de baai van Gdynia werden de schepen, na te zijn onttakeld, 'geparkeerd'. Na de winter werden de loggers vaarklaar gemaakt, reisden de Scheveningse vissers weer per trein náár Gdynia waarna zij uitvoeren naar Scheveningen, waar een nieuwe teelt hen wachtte en de haringvisserij realiteit werd.

### Haring en bokking

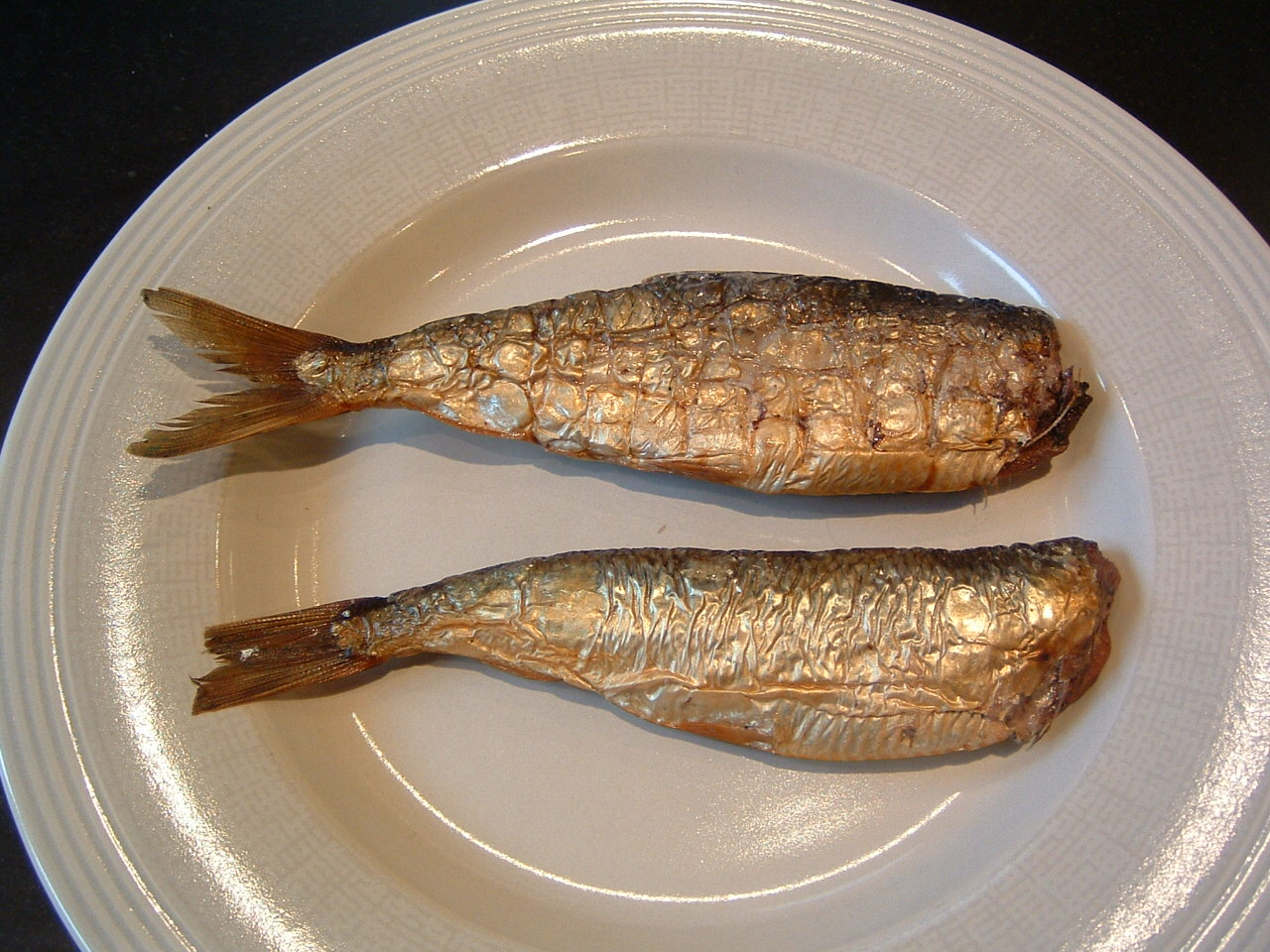
Bokking

Voorafgaand aan de wet van 1857, werden bij het strand aangeland of geankerd zijnde manden die met verse (dus niet gekaakte) haringen waren gevuld, of het met verse haringen gevulde scheepsdek van een betrokken schuit, door ploegen haringtellers haringvrij gemaakt. Deze haringtellers gingen aan de slag om de haringen stuk voor stuk te tellen en deze al tellend in een lege mand te deponeren. Wanneer zij honderd haringen hadden geteld en deze in een lege mand hadden gedeponeerd, riepen zij dit toe aan een zogenaamde 'onderhoofman' die op zijn beurt fungeerde onder een 'opperhoofdman'. Deze had de supervisie, terwijl zijn ondergeschikte met een krijtje op een plankje het duizendtal van de teller/melder noteerde wiens identiteit aan die onderhoofdman uiteraard bekend was. De manden met de getelde haringen (waarvan het aantal haringen nú tot op de haring toe nauwkeurig was geregistreerd) werden vanaf het strand waar de schuiten waren aangeland door wagens naar het dorp vervoerd, waar de gevulde wagens nú in veelheid gingen wachten op de aspirant kopers die eerst de partijen haring gingen keuren. Daarna werd in een verkooplokaal de vers aangevoerde en gekeurde haring verkocht en dit ten gunste van de specifieke kopers van de verse haring, de haringrokers die de gekochte haringen via het rookproces verwerkte tot bokkingen. Alhoewel Coenen voor zijn jaren de bokkem wel vermeldt, lijkt het in zijn geval niet de gerookte, maar de gedroogde haring te betreffen. De hedendaagse gerookte haring vindt als bokking nog steeds aftrek.
In dit verband rijst de vraag wat de reden kan zijn geweest dat een kustdorp een doorstart maakte en toonaangevend werd bij de aanvoer en de export van pekelharing. Hun plaats op de ranglijst van haring aanvoerende steden raakten de Maassteden mogelijk kwijt aan Scheveningen door twee factoren: de komst van de logger en die van de visserijwet van 1857. Het is opmerkelijk dat de Scheveningse 'grote' reders van de twintigste eeuw in de negentiende eeuw nog behoorden tot − en terug zijn te vinden in de rijen van − plaatselijke viskopers: slagvaardig, alert en krachtig. Zij begonnen immers later in de negentiende eeuw voorzichtig met de aanschaf van een of twee bomschuiten, er kwam er nog een bij en vervolgens was daar een introductie van de logger. En terwijl behoudende reders van de Scheveningse vloot van schuiten − in 1880 het aantal van 207 − en in 1898 het getal van 229 schuiten − in alle rust het verlopend getij afwachtten, werden zij ingehaald door plaatselijke investeerders, de viskopers.

### De roem vervaagt

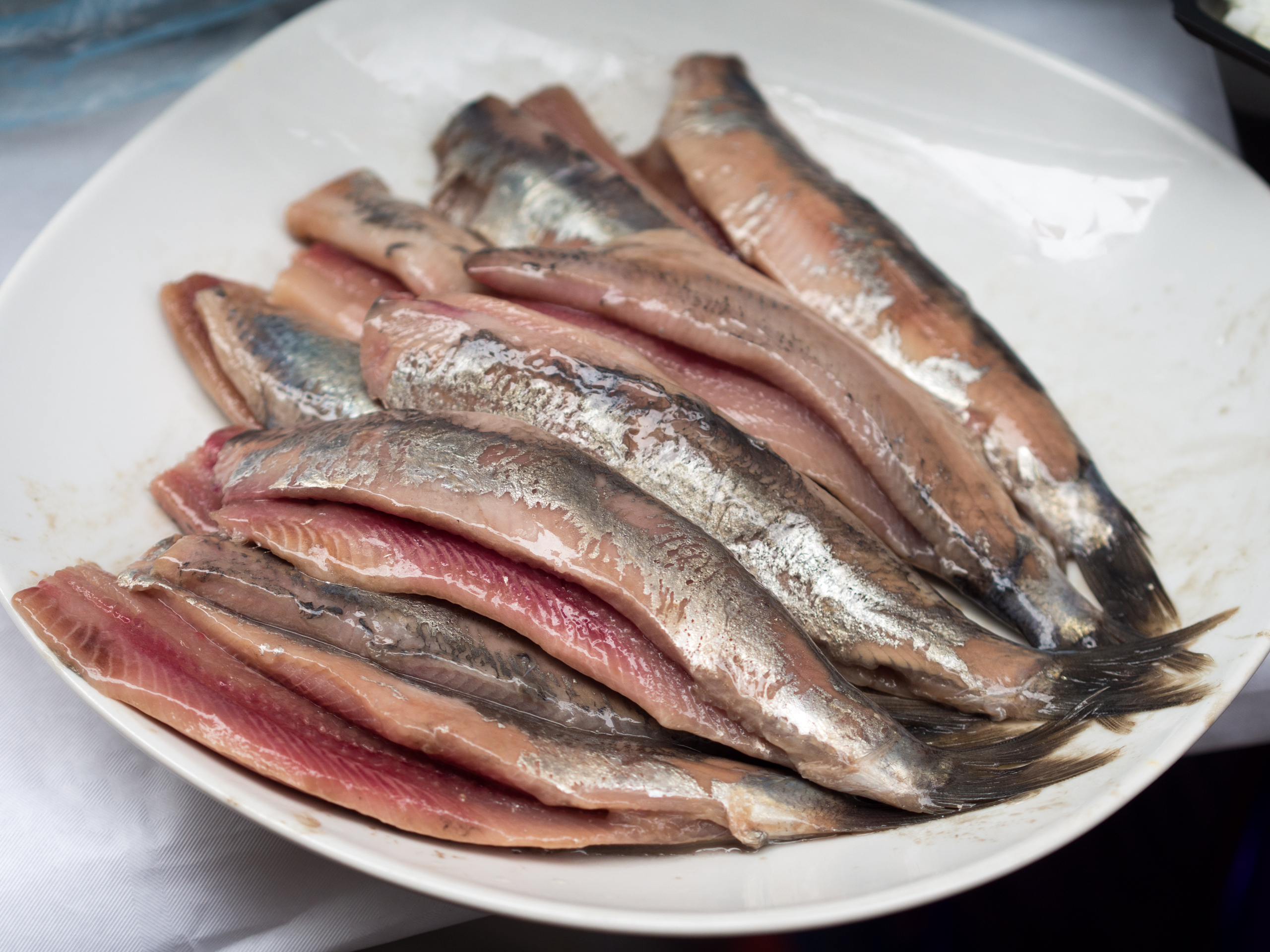
Schoongemaakte haring niet meer Koninklijk

Zij begrepen beter dan de eerder genoemden de komst en de kansen van de loggers en deze in samenhang met een vrijheid om haring te mogen kaken. En de getoonde durf van de nieuwbakken reders schoot door en buizen en sloepen van de Maassteden lijken in hun competitie het gevecht tussen hen en de loggers van Scheveningen in de loop der latere jaren van de negentiende eeuw te hebben verloren. Men zou kunnen veronderstellen dat de rust en het verlopend tij ook de reders van de Maassteden in hun greep hebben gekregen. Vervolgens bracht de komst van een Scheveningse zeehaven een grote meerwaarde mee die de Scheveningse reders in dank aanvaardden. Een betere verklaring dan de bovenstaande is (nog?) niet voorhanden.
De twintigste eeuw bevatte afwisselende, zeer ingrijpende periodes. Twee wereldoorlogen en de voor- en naoorlogse crises bepaalden het beeld. Een vangstverbod legde de visserij op haring stil. Een oliecrisis wierp een nieuw struikelblok op en de opkomst van aanvoer van haring uit Scandinavische landen werd regel. Intussen was ook een bijna honderd jaar oude traditie uit de wereld van de haringvisserij opgehouden te bestaan. In 1911 was dit bestaan van Koninginneharing een feit geworden.
Koningin Wilhelmina had een der ministers opdracht gegeven een keurmeester aan te stellen, die moest waarborgen dat de aan de majesteit aan te bieden haring heel concreet van een behoorlijke kwaliteit zou zijn. Aldus geschiedde. Toen koningin Beatrix echter ontdekte dat de Koninginneharing door Nederlandse schepen werden aangevoerd, die echter onder een Engelse vlag voeren, liet zij de Scheveningse rederij Jaczon weten dat zij vanaf 2003 voortaan voor de eer bedankte.

## Vissen met de beug

### Beugen 'Te zoute' en 'Te versche'

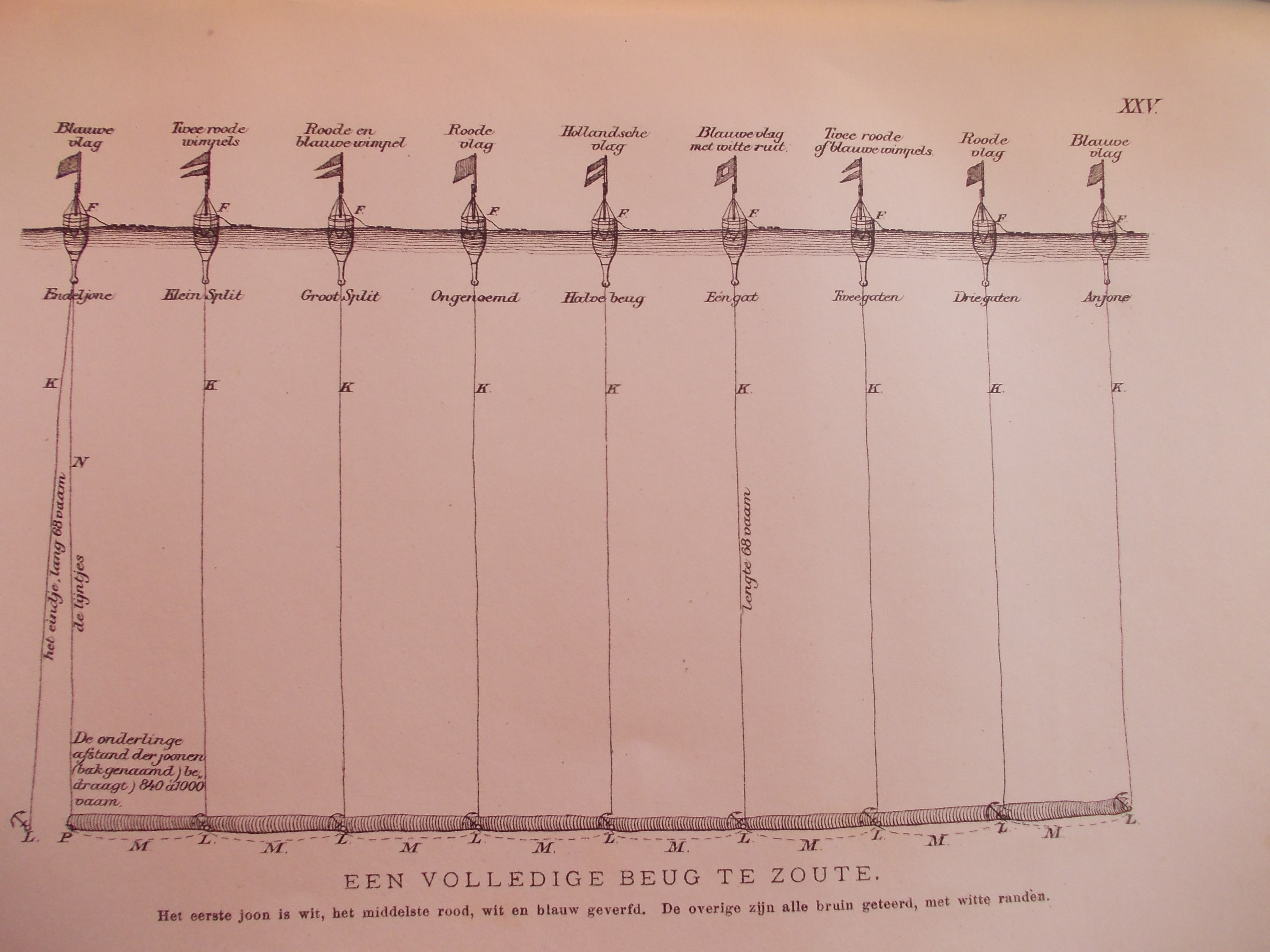
Vistuig beugvisserij op kabeljauw: F=jonen, K=baaklijnen, L=werpankers, N= 'de lijntjes', M=sneuen, P=Lood à 2kg

Was het de reder A. Hoogendijk Jz. die in zijn naslagwerk in een duidelijk verslag aangaf hoe de Nederlandse (pekel)haringvisserij werd uitgeoefend, ook in het weergeven van de beugvisserij 'te zoute' en 'te versche' stond hij zijn mannetje. Hij stelt in zijn boek op een zeker moment: "... de wintervaart, welke een aanvang neemt, nadat de vloot van de haringvisscherij is teruggekeerd." Men dient bij deze woordkeus te bedenken dat de reder hier sprak over een vissersschip dat in het voorliggende geval de visserij op haring − en die gepekeld − eind november, begin december, had afgesloten. Een reder kon dan op dit tijdstip besluiten het vaartuig, waarmee eerder werd gevist op haring, na het einde van de teelt − de behouden teelt − klaar te maken voor de beugvisserij, maar deze dan uitsluitend 'te zoute'. De vangsten bij de voornoemde beugvisserij in de 'wintervaart' werden evenals die bij de haringvisserij gepekeld en in tonnen opgeslagen. Die vangsten hadden betrekking op kabeljauw en schelvis. Een verdere overeenkomst tussen de beugvisserij en de (pekel)haringvisserij was het gegeven dat zowel bij die laatstgenoemde als bij de beugvisserij het vaartuig tijdens het beoefenen van zijn visserij stillag. Er was dus in de beide gevallen sprake van een passieve visserij.
De beugvisserij 'te zoute' stond als wintervaart tegenover een beugvisserij 'te versche'. Deze betrof een visserij die werd uitgeoefend door specifiek een 'beuger', een vaartuig dat het gehele jaar door uitsluitend beugde óf op verse, óf op te conserveren − dus in te zouten − vis. In dit kader valt een kanttekening te plaatsen die zeer bepalend is daar de expliciete 'beuger' in zijn bouw altijd verschilde van een 'gelegenheids'beuger tijdens de wintervaart. Vanwege dit verschil kon het ene schip wél en het andere níét beugen 'te versche'. In het eerste geval betrof het in zo'n schip de aanwezigheid van een bun: zo meteen meer daarover. Rest de vraag of de beugvisserij iets van alle tijden is geweest. Adriaen Coenen, de zestiende-eeuwse viskoper, geschiedschrijver en illustrator tekende in zijn boek een zee vol zeevisserij met onder meer een duidelijk uitgebeelde beuger. Want vanaf het schip leidde op de afbeelding een lijn in zee, samen met zijn zijlijntjes en de haakjes. Toen Coenen dus in 1577 zijn Visboeck begon, had hij al weet van de beugvisserij.

### De bemanning ter beugvisserij
Hoogendijk geeft aan dat de bemanning van een schip dat ter beugvisserij uitvoer, bestond uit twaalf koppen. De gezagvoerder (schipper), werd geassisteerd door een stuurmansmaat, daaronder volgden zes matrozen die volwaardige beugvissers waren, dan volgde een oude-jongen ook wel oudste genaamd die verantwoordelijk was voor het in zee zetten van de jonen bij aanvang van de visserij, een 'omtoor' of 'onthoofder' was een jongere die de koppen van de gevangen kabeljauwen afsneed, een 'inbakker' bracht bij het inhalen van de beug de lijnen op orde terwijl een speeljongen die zo dadelijk wordt vermeld bij het 'prikken bijten' verder diende als hulp ter plekke: hij hielp de kok, schepte de kolen, deed de afwas en maakte mede de kajuiten schoon. Er wordt hier in deze beschrijving uitgegaan van een vissersschip, bijvoorbeeld een sloep, die tot aan de behouden teelt van een visjaar de vleetvisserij op haring had uitgeoefend. Omdat de mogelijkheid voorhanden was, kon een dergelijk schip gedurende de tijd van de wintermaanden, in wintervaart, opnieuw worden uitgereed, maar nu voor de beugvisserij. Hierbij moet nogmaals worden benadrukt dat het een visserij 'te zoute' betrof.

### De prikken en de brokken

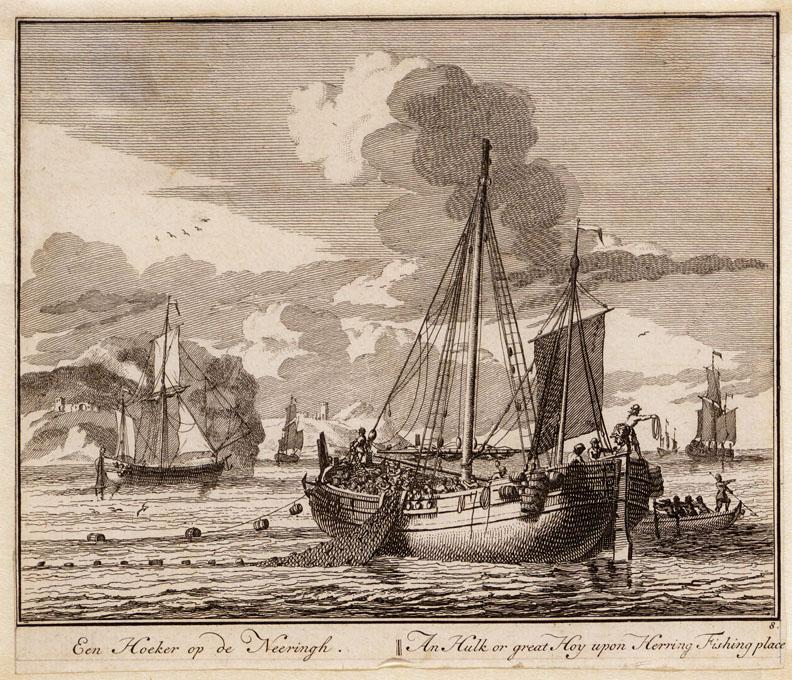
Adolf van der Laan: Een Hoeker op de nering circa 1720

Voor wat betreft de bemanning kon een schipper rekenen op het aantal mensen dat met hem de haringvisserij van de zojuist voorbije teelt had gedeeld. Terwijl een sloep of een logger bij de vleetvisserij op haring vijftien bemanningsleden had geherbergd kon een schipper nu, voor de beugvisserij, met elf medevissers uit de voeten. Hij kon daardoor van een tweetal minder goede of dwarsliggende vissers afscheid nemen door hen niet opnieuw op de monsterrol te plaatsen. Het vistuig bestond uit een extreem lange lijn die op een wijze die wat aan een vleetvisserij doet denken in zee werd uitgezet. Aan deze lijn waren dwarslijnen bevestigd die eindigden met een haak waaraan het aas was bevestigd. Het aas genoemd hebbend, roept dit hiernavolgend een nogal vreemde, en ongetwijfeld zeer onsmakelijk aandoende, procedure op. Het aas bestond uit levende vissen die prikken werden genoemd. Een sloep ter wintervaart voerde omstreeks 2000 levende prikken met zich. Deze moesten in leven blijven om goed als aas te kunnen worden aangehaakt. In de twee grote bakken met in elke bak zo'n 1000 prikken moest voortdurend worden geroerd om voor de prikken het water in beweging te houden aangezien ze anders zich met hun zuigmondje vast zogen aan de wanden van de bak waarop uiteindelijk de dood volgde. Voor een dagelijks uit te zetten beug waren 100 prikken nodig. De schipper ging elke prik in delen snijden en dit moest vers plaatshebben, zodra een prik dood was. De speeljongen, een nog 11- of 12-jarig kind en de jongste aan boord, moest in de honderd prikken een voor een zijn hoektand zetten vlak achter de kop van de dan nog levende prik. Als goedmakertje kreeg de speeljongen na dit stukje nare arbeid een van de zoete brokken zoals die voorkwamen op de lijst van aan boord aan te treffen voedings- en levensmiddelen.

### Het aas en het vistuig
De prikken, als aas beschreven, dienden voor gebruik bij het beugen 'te zoute'. Bij het beugen 'te versche' viel daarnaast als aas voor de koelever of voor de sardine te kiezen. Ook is bekend dat in het voorjaar verse haring als aas kon dienen. Deze werden óf in Nieuwediep óf in een Zuiderzeehaven gekocht want in die voormalige Zuiderzee zwom óók haring die als IJ-haring werd bestempeld. Maar soms zette een beuger zélf in zee een paar netten uit, speciaal voor de haring en die dan als aas. In de vroege ochtend om 3 uur werd een beug visklaar gemaakt, om omstreeks 7 uur die ochtend werd ze in zee gezet en vervolgens in de namiddag rond 5 uur binnengehaald. Het vissen met de beug kwam erop neer dat al varend een lange lijn werd uitgezet waaraan op een gecompliceerde wijze zijlijnen met geaasde haken waren aangebracht. Het gehele vistuig was tot ongeveer 12.000 meter lang. Het ging hierbij om een reeks van zo'n 160 aan elkaar bevestigde beuglijnen. Een beuglijn was 42 vadem lang; een vadem stond toen voor ± 1,8 meter. Het samenstel van lijnen waaraan de geaasde haken waren bevestigd rustte uiteindelijk na het uitzetten ervan op de zeebodem. Na het binnenhalen van de beug aan het eind van de middag volgde, na de verwerking van de vangst en na wat te hebben gegeten, een nachtrust die zoals bleek 's morgens om 3 uur werd afgebroken voor het opnieuw gereed maken van de straks in zee neer te laten beug. Het naslagwerk van Beaujon leert dat vissersschepen van bepaalde Maassteden voor de uitoefening van de beugvisserij zich destijds ook buiten de Noordzee − namelijk in de wateren rond IJsland − begaven.
De negen zogeheten jonen, in zee gezette drijflichamen die visueel vergelijkbaar waren met sterk uitvergrote dobbers, dienden als drijvers en als bakens. Ze waren alle herkenbaar aan een vlag voor overdag en aan een lantaarn voor de nacht. Werd de visserij 'te zoute' in de nanacht en overdag bedreven, bij visserij 'te versche' ging het werk dag en nacht door. Dit verklaart de aanwezigheid van de lantaarn aan een joon. Aan de onderzijde was een joon voorzien van een oog. Vanaf een aan dit oog bevestigde baaklijn − waaraan een anker − lag het joon verankerd met de zeebodem. De jonen dreven op 840 vadem van elkaar; tussen hun in de bodem rustende ankers trof men steeds 20 onderling met elkaar verbonden beuglijnen aan. Eén serie van 20 tussen twee ankers liggende beuglijnen noemde men een 'bak'. Tussen de negen jonen bevonden zich dus acht bakken. De eerste lijn van elke reeks van 20 beuglijnen was altijd verzwaard met een loden gewicht. Aan elke beuglijn waren zijlijntjes, de sneuen, bevestigd met daaraan de geaasde haken. Zoals eerder bleek kwamen destijds bij de toepassing van een beugvisserij twee doelstellingen voor het beoefenen van deze visserij naar voren. De beugvisserij 'ter zoute' is afgetekend als een meerwaarde en een toevoeging aan de exploitatie van een schip. Zo'n schip dat had 'afgesneden', dat wil zeggen de haringvisserij achter zich had gelaten, kon in een winterlaag gaan en verder nutteloos de winter doorbrengen, aangemeerd aan de kade. Maar men kon het vaartuig ook opnieuw in de vaart brengen en het voor de tijd van de wintermaanden laten beugen.

### De bun, de berging 'te versche'
Dat laatst besprokene biedt erna de ruimte om over te gaan op schepen die uitsluitend het jaar door werden uitgereed om te beugen. Hun wintermaanden lijken qua uitoefening op dat wat voorgaand werd toegelicht. De zomermaanden wijken echter daarvan af en dit wordt verduidelijkt door de term aangaande het beugen 'te versche'. Aan de opsomming van de kabeljauw en de schelvis kunnen voor het voorjaar nog als vissoorten de vleet, de rog en de heilbot worden toegevoegd. Het schip, gereed voor het uitvaren 'te versche' had één toevoeging, vergeleken bij het andere. Het beschikte tevens over een bun, een onderdeks opgezet getimmerte dat ter plekke bijna de helft van het schip besloeg wanneer men de bouwtekening moet geloven. Het stond in directe verbinding met het zeewater dat daarom ruimschoots in de bun te klotsen lag. Die bun was bedoeld om de vers gevangen vis tot de thuiskomst levend te houden. De duur van een visreis 'te versche' omvatte acht tot tien dagen. Ze was afwijkend van de reis 'te zoute'; deze omvatte drie tot vier weken. Dat ligt voor de hand want vis die na vangst wordt gezouten kan een langdurige reis wettigen. Een klein, bijna liefelijk tafereeltje mag de lezer niet worden onthouden. Het is geschetst door Hoogendijk, schriftsteller van de beugvisserij. Wanneer bij de beug 'te versche' een kabeljauw was gevangen was de zwemblaas zo vol met lucht dat de vis niet meer onder het de wateroppervlak zou kunnen verdwijnen. Nadat nu de vis voorzichtig uit zee was geschept en was losgemaakt van het beughaakje, nam de stuurmansmaat de kabeljauw als een klein kindje in de armen − de staart ervan over zijn schouder − waarna hij de vis enige tijd in zijn armen begon te wiegen. Nadat dit de benodigde tijd had geduurd, was de zwemblaas voldoende leeg om de kabeljauw − opnieuw voorzichtig − in de bun uit zijn armen te laten glijden. Het zeewater van de bun ervarend voelde de kabeljauw zich weer 'als een vis in het water'. Een stuurmansmaat wiegde met een levende kabeljauw een flink stuk van zijn traktement in de armen.
In haar totaliteit vroeg de inspanning om een gevangen vis in de bun te laten overleven om veel kennis van zaken. De vissoorten waarop werd gevist werden voorgaand al genoemd. De bun had onderlinge vakken waardoor de gevangen vissen elkaar niet konden beschadigen. Onder de vangsten waren, evenals in de winter, kabeljauw en schelvis aan te treffen. Dit leidt tot nogmaals een bijzondere kanttekening van de reder Hoogendijk. Wanneer ondanks alle zorg een kabeljauw in de bun was doodgegaan, sperde hij nadien blijvend zijn bek wijd open. Het bizarre nu was dat een in leven zijnde schelvis de wijd open staande bek in zwom van de dode kabeljauw. Een reden daarvan is niet bekend, maar de uitkomst was altijd dezelfde. De schelvis overleefde namelijk zijn handeling niet, dus was er sprake van verlies aan inkomsten. De opbouw van de beug was dezelfde voor zowel de zomer- als de wintervisserij. Samen met Hoogendijk valt de stellingname te delen dat een beugvisserij 'te versche' veel rendabeler was dan die 'te zoute'. Verse vis spreekt de consument aan, dat was tóén en dat is ook nú nog. De beugvisserij is rond 1899/1900 tot een einde gekomen. De trawlvisserij groeide door naar een stadium waarin de trawlers de beugers krachtig gingen overvleugelen.

## Twee wereldoorlogen

### De Eerste Wereldoorlog
Aangaande de zeevisserij zat Nederland tijdens de Eerste Wereldoorlog tussen twee vuren. De Noordzee vormde een barrière tussen twee strijdende partijen: de Engelsen en de Duitsers. De beide naties beheersten elk op hun tijd de zee en hun schepen en hun mijnen kostten de Nederlandse reders vele van hun schepen en van de bemanningen velen hun leven. Ondanks die gevaren reedden de scheepseigenaren hun schepen uit. Zo was onder de West-Europese kust een − aantal mijlen brede − corridor aanwezig waarin de schepen konden vissen. Het betrof een visserij met de trawl, dus die op verse vis. Duitsland was van oudsher een goede afnemer van Nederland waar dit betrof de vis. Door de reders werd veel geld verdiend en wel zodanig dat anderen, met al wat varen kon, als gelegenheidsreders eveneens schepen zee lieten kiezen. Dit waren pure profiteurs die na de vrede in feite met hun schip of hun scheepje 'in de maag' zaten. Meerderen van hen maakten frauduleuze afspraken met een zeewaardige handlanger die in zee het schip of scheepje bewust tot zinken bracht.
Dergelijke affaires werd grootschaliger waardoor verzekeraars meer en meer argwanend werden, waardoor zij uiteindelijk de oplichting bloot konden leggen. Zulke scheepjes werden als 'smeesboten' of 'smeesschepen' bestempeld. Het begrip 'smees' was in de visserijwereld een ander woord voor een 'extraatje'. Overigens werd de officiële zeevisserij in 1914, 1915 en 1916 − zij het op kleinere schaal − nog steeds beoefend en de prijzen van de vis rezen tot torenhoog. Het grote leed en de kommer heerste vooral in de vissersplaatsen waar de vele doden werden betreurd die waren geslachtofferd door een inzet van oorlogsbodems en mijnenvelden. De Engelsen legden beslag op alles wat zij op zee tegenkwamen; de schepen werden naar Engeland afgevoerd waar ze onder een bepaald oorlogsrecht gingen vallen. Werd er in 1918 dan weer voorzichtig zee gekozen, de los drijvende mijnen zouden tot na die oorlog slachtoffers maken. De reders hadden in elk geval gouden jaren beleefd en hun naoorlogse financiële activiteiten gaven daar een beeld van. De Tweede Wereldoorlog zou een totaal ander beeld voor ogen roepen.

### De Tweede Wereldoorlog
Op 10 mei 1940 vond de Duitse aanval op Nederland plaats. De zeevisserij had hieronder al snel te lijden. Voorlopig mocht door de gemotoriseerde Nederlandse vissersvloot in de Noordzee nog worden gevist, zij dit met een sleepnet, meer officieel trawl genaamd. Hiervoor werd Scheveningen een uitvalshaven. Niet lang daarna werd IJmuiden de havenplaats van waaruit moest worden aan- en afgemeerd. Daar had zich intussen een Hafenüberwachungsstelle gevestigd, een Havendienst die volledig door de Kriegsmarine werd bestuurd. Intussen was deze Kriegsmarine begonnen schepen van de vissersvloot te vorderen terwijl de resterende vissersschepen, zij dit onder velerlei voorwaarden, nog mochten doorvissen. Er werd een Sperrgebiet voor de kustplaatsen en hun bewoners ingesteld; de bewoners moesten evacueren terwijl langs de gehele Noordzeekust verdedigingswerken werden aangelegd. De Duitse bezetters verwachtten een mogelijke invasie ergens op een Noordzeekust. Het geheel van die werken begon bij Hammerfest, hoog in Noorwegen, en het eindigde tussen Biarritz en San Sebastian aan de Frans-Spaanse grens.
Op den duur werd datgene wat van de opererende Nederlandse vissersvloot nog in bedrijf was in het najaar van 1944 naar Delfzijl doorverwezen. Deze zeevisserij eindigde tragisch. Drie nog regulier vanuit Delfzijl uitvarende vissersschepen kozen steeds zee met elk een in dienst van de Marine Abwehrstelle Overveen (MAO) − collaborerende − Nederlander die in zee spionageactiviteiten verrichtte voor de Duitsers. Twee van deze drie nog actieve vissersschepen raakten op 14 maart 1945 − met elk aan boord zo'n door de MAO ingezette Nederlandse collaborateur − tezelfdertijd vermist: de IJM 263 met zeven, en de SCH 65 met elf opvarenden. Door enige eerder in de Noordzee door de Engelsen opgepakte Nederlandse Vertrauensmänner − eerder ook aan boord van spionerende vissersschepen − had de Engelse Secret Service kennis gekregen van dergelijke vissende 'foute' Nederlandse vissersvaartuigen. Deze Engelse geheime dienst identificeerde de bewuste op 14 of 15 maart 1944 in zee vissende vaartuigen die erna met een grote mate van zekerheid moeten zijn getorpedeerd dan wel gebombardeerd. De schepen zijn niet teruggevonden. Daarmee eindigde de Nederlandse zeevisserij in WO II. De eerder gevorderde schepen waren her en der in Noord-Europa verspreid geraakt en het werd voor de reders een ware zoektocht om ze terug te vinden. Vaak waren de schepen niet meer te herkennen doordat ze in dienst van de Kriegsmarine rigoureus waren verbouwd.

## Trawlvisserij

### Gelegenheidsvisserij of fulltime trawlen

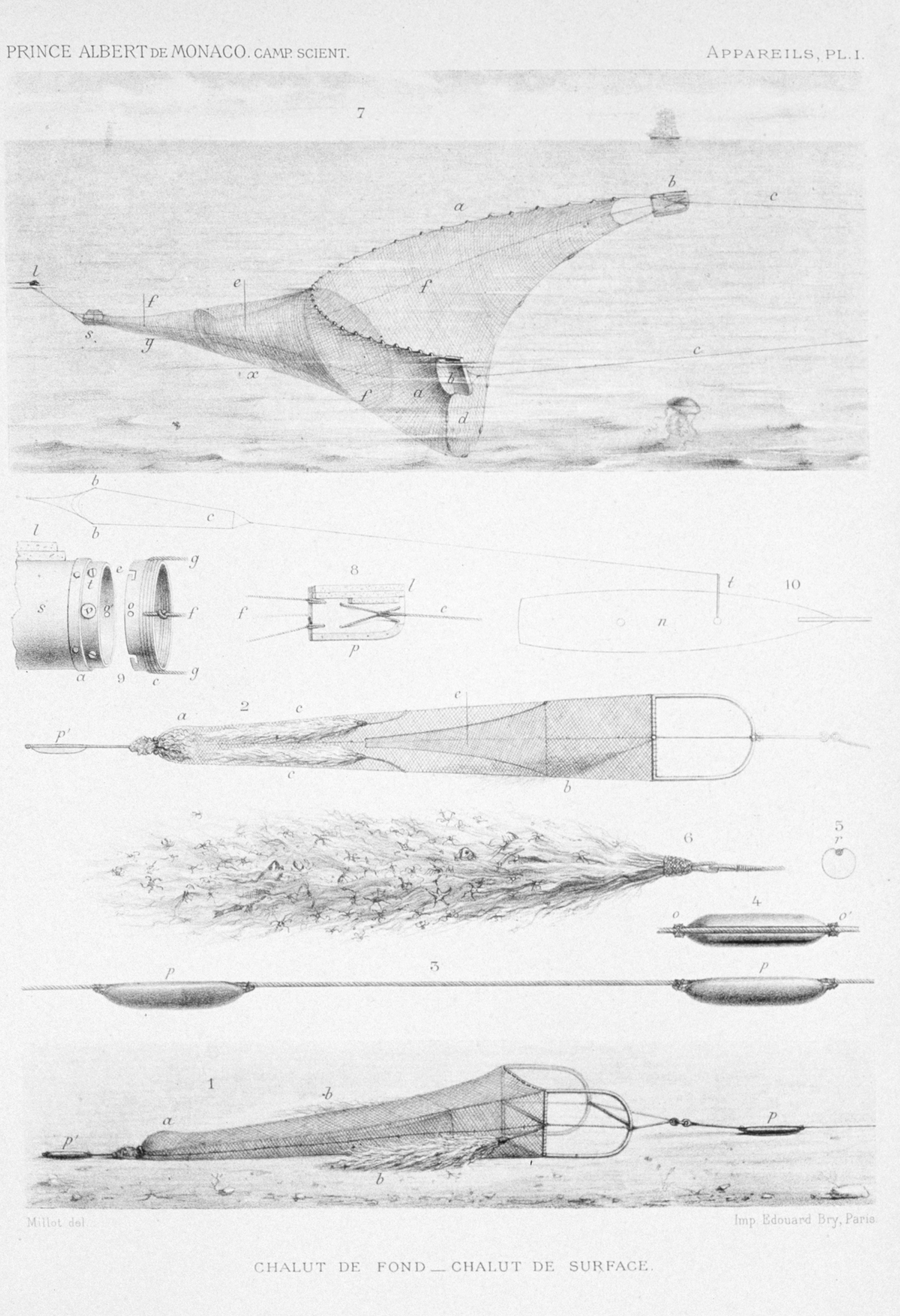
Zwevende trawls en bodemtrawls

De bovengenoemde zeevisserij is in principe een eeuwenoude sleepnetvisserij die ook wel schrobnetvisserij werd genoemd maar deze dan in een nieuw jasje. De sleepnetvisserij, tegenwoordig trawlvisserij geheten, werd in de voorgaande eeuwen als schrobnetvisserij toegepast door vissersscheepjes die daarbij visten met twee sleepnetten, trechtervormig of zo men wil puntzakvormig van uitvoering. Een dergelijk net werd vanaf eind negentiende eeuw in de wereld van onze vaderlandse zeevisserij aangeduid met het Engelse woord trawl. De wijde opening van het puntvormige net wees in dezen logischerwijs naar het slepende vaartuig. De linker- en de rechtervoorzijde van het net waren voorzien van een 'flap' of 'oor'. Elke flap of oor was links en rechts door middel van een lijn verbonden met twee − tijdens het vissen verticaal in het water staande − borden, die 'scheerborden' werden genoemd. Bij het slepen door de zee van zo'n net wat werd uitgeoefend door een voor de wind varend − en later door een met een motor voortgestuwd − vaartuig, trokken door de kracht van het schip enerzijds en door de weerstand van het zeewater anderzijds die scheerborden naar links en naar rechts uit naar buiten. Hierbij ontstond bij het net een horizontale spleetachtige opening door de uiteen wijkende scheerborden. Door voorts materiaal met drijfvermogen te bevestigen aan de bovenzijde van het trawlnet alsmede door gewichten aan de onderzijde ervan, ontstond aan de voorzijde van het net een volledige opening. Als gevolg van voortschrijdende technieken wijzigden zich zowel de te hanteren vistuigen als de methodieken waar het de uitoefening van de sleepnetvisserij betrof. In de loop van het laatste deel van de negentiende eeuw kreeg de trawlvisserij een fulltime toepassing en die dan specifiek uitgevoerd door schepen die voor de trawlvisserij waren gebouwd. Men nam in de Nederlandse zeevisserij in eerste instantie genoegen met uit Engeland afkomstige en reeds gebruikte trawlers.
Een dissertatie uit 1942 die zeer specifiek de 'grote trawlvisserij' als onderwerp behandelt, geeft eveneens, zij het indirect in haar titel, aan dat toentertijd naast deze grote trawlvisserij ook een als 'kleine trawlvisserij' omschreven activiteit moet hebben bestaan. Die laatstgenoemde activiteit richtte zich primair op de vloot van loggers alhoewel deze met name voor de passieve vleetvisserij op haring waren gebouwd. Ook de kustvisserij wordt door de auteur onder de kleine trawlvisserij geschaard. Door een reeds eerdere bespreking daarvan beperkt het zich hier en nu tot een bescheiden vermelding. De teelt, de periode van de haringvisserij met een vleet en die uitgeoefend door loggers, lag tussen eind mei en midden tot eind november. Daaruit wordt duidelijk dat het vaartuig van eind november tot midden mei ledig aan de kade lag aangemeerd. Het is nauwelijks denkbaar dat een logger als zeilvaartuig zal zijn ingezet om in de wintermaanden, na de behouden teelt, te gaan trawlen. Daarvoor was het te langzaam in de voortbeweging en te beperkt in zijn wendbaarheid. Na de plaatsing echter van motoren in de toenmalige zeilloggers − en dit in de loop van de jaren 1920 − volgde de overweging om deze vaartuigen in te zetten voor een, in dit geval winterse, trawlvisserij. Met een aantal tijdelijke aanpassingen was een logger tot het trawlen gereed. Het lukte altijd wel om een trawlnet opzij van het bedoelde vaartuig in zee neer te laten en zodanig te manoeuvreren dat de trawl in het water achter het bedoelde schip belandde.
Het opnieuw uitreden van een logger en dit op een wijze zoals hierboven beschreven, had tweeërlei doel. Het vaartuig bleef niet loos aangemeerd aan de kade liggen, maar het ging vissen. Dit leverde vangsten en dus geld op. In het geval van een tijdelijk uitreden voor de trawlvisserij was het bij het uitkiezen van het vissersschip van belang dat het over een relatief krachtige motor beschikte. Trawlen was het etaleren van trekkracht, zelfs in dezen bij een gelegenheidsvisserij. Daarnaast echter kende het voor reders het doel, eigen schippers en eigen stuurlieden − immers als leidinggevenden voor een rederij van hoge waarde − binnen de eigen gelederen te houden door hen aan te monsteren op de voor de trawlvisserij aangepaste loggers. Het moge duidelijk zijn dat niet alle schippers en stuurlieden in deze interimperiode hun rang konden behouden.
Na de behouden teelt, het eindpunt voor de vleetvisserij van dat jaar, werd de bemanning afgemonsterd waarna zij werkloos was. Het was voor een reder van primair belang, eigen schippers en hun stuurlieden 'binnenboord' te houden door hen werk aan te bieden. Evenzeer kende het voor de uitverkorenen zélf een ruime mate van belang. Immers, voor de laatstgenoemden was het van het grootste belang om niet afgemonsterd − en daardoor 's winters werkloos − aan de wal te geraken. Aan de wal zaten geen werkgevers te wachten op lieden die van professie zeevissers waren en niets anders konden dan dát. Dus was het trawlen voor heren en knechten een redelijk alternatief.

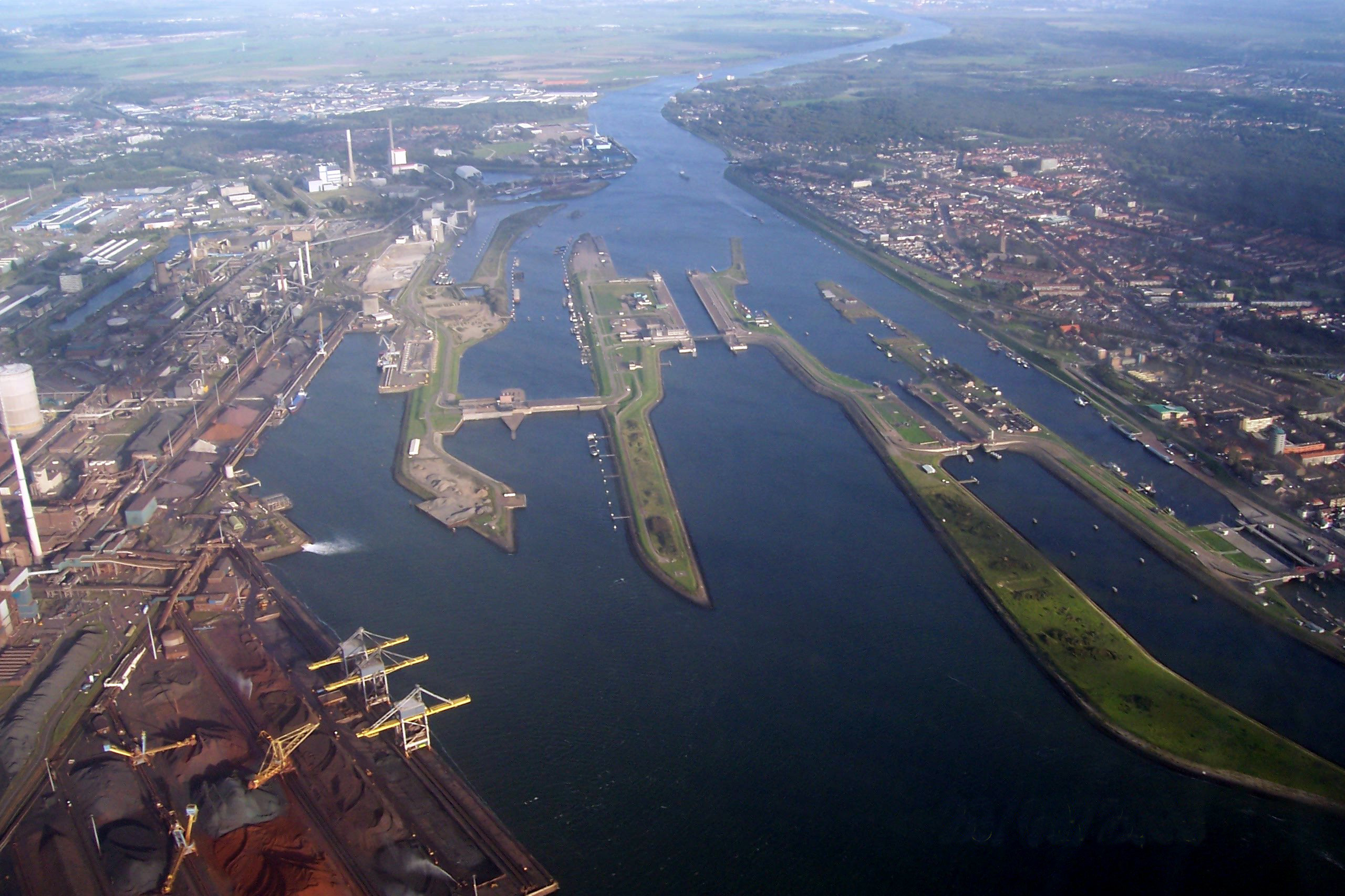
Sluizencomplex met IJmuiden rechts

### IJmuiden: kloppend hart van de sleepnetvisserij
Het lag bij het graven en bij het latere opleveren van het Noordzeekanaal dat in 1876 werd geopend − vier jaar later dan de in 1872 geopende Nieuwe Waterweg − niet voor de hand om bij de uitmonding in zee van dit kanaal een groot woon- en werkgebied te projecteren. Vooral vanuit de hoek van Amsterdam werd de eis gesteld dat een daar al aanwezig gehucht slechts tot een beperkte werk- en woonplaats zou moeten uitgroeien. Het gehucht ter plekke, feitelijk het latere IJmuiden, bleek na de komst van het kanaal aan de Noordzeekust echter bij storm of bij andersoortig slecht weer een schuilplaats te bieden aan schepen en scheepjes die in de buurt van die uitmonding vissend actief waren. De uitmonding trok naast Nederlandse ook tot schuilen geneigde Engelse, Belgische en Deense vissers aan met hun smacks, potters en kotters. Men zag er ook − zij het in beperkter mate − de Zijdse kustvissers uit Zandvoort en Egmond aan Zee, naast met de beug vissende buizen en hoekers uit de Maassteden. Dit voortdurende aanmeren en schuilen luidde een volgende fase in, neerkomend op een ongecontroleerde verkoop van vis die reeds aan boord van de schuilende partijen voorhanden was. Er vormden zich gaandeweg meer illegale verkooppunten van vis, voorlopers van daaropvolgende pseudovisafslagen met 'officiële' afslagers. Het is voor de hand liggend dat een officiële visafslag meer dan nodig werd want dit alles ontaardde op den duur best wel. Wat evenzo binnen de uitmonding ontaardde was een voortdurende, dreigende versperring voor binnenvarende vaartuigen met bestemming Amsterdam. Men telde binnen de uitmonding een aantal legale aanlegplaatsen maar, 'op was op', en daarom gingen schuilende of anderszins zoekende vissersschepen aanmeren aan een reeds aangemeerd vissersschip. De nummers twee, drie, vier en vijf volgden waardoor voor vracht- en passagiersschepen de toegang richting Amsterdam slechts moeizaam kon worden gerealiseerd.
Ongewild groeide de oorspronkelijke nederzetting uit tot een vissersplaats van internationaal belang. Een nieuw fenomeen in de vroegere zeevisserij werd intussen de opmars van de stoomtrawler. Niet helemaal toevallig werd IJmuiden als nieuw ontstane zeehaven daarvan het middelpunt. Nederland liep met het inzetten van trawlers niet in de pas met landen zoals Engeland in 1881 en Duitsland in 1885. Enkele slimme geïnteresseerden in het eigen land gingen allereerst over tot het huren van enige stoomtrawlers waarvan trouwens Scheveningse reders en die van de Maassteden zich verre hielden. Er waren in hun geval voor de haringvisserij al wel stoomloggers gebouwd en ingezet. Vlaardingen liep daarin voorop. Vanuit Den Helder lanceerde in 1895 een tweetal vishandelaren, genaamd Groen, een nieuwgebouwde stoomtrawler, de HD 348, 'Betsy'. Deze opgestarte rederij met de naam Stoomvisscherij Maatschappij Mercurius werd weldra naar IJmuiden overgeheveld. Tezelfdertijd werden in Amsterdam enkele stoomtrawlers gepresenteerd door een nog weer ándere nieuw ontstane rederij, genaamd Stoomtrawler Visscherij IJmuiden. In 1905 telde IJmuiden inmiddels een vloot van 43 stoomtrawlers. Op 1 juli 1899 werd in IJmuiden officieel een veiling geopend voor de afslag van vis.

### Afslag van vis
In de wereld van de zeevisserij en in de daaraan gerelateerde (groot)handel sloeg een trawlend, dus zich voortbewegend, vissersvaartuig een totaal andere weg in dan een aan zijn vleet (stil)liggende haringlogger. Bestond de vangst van een trawlend vaartuig uitsluitend uit plat- en rondvis, bij een met de vleet vissende logger bestond de vangst uitsluitend uit haring. Vanaf het moment dat in de beide gevallen de vangst aan boord was gehaald, ging het grote verschil inzake haring en vis ontstaan. Het 'product' vis werd samen met aanwezig ijs opgeslagen in ruimen zonder een verdere behandeling. Aan de wal gekomen werd met de vis weinig meer gedaan dan ze te sorteren én in soort én in grootte. De afnemer van de vis werd als 'vishandelaar' of 'vis(groot)handelaar' bestempeld, diens afnemers waren kleine neringdoenden: de 'visboer' of 'visman'. Bij het 'product' haring kwam juist na het hálen van de vleet een arbeidsintensief proces in gang.
Na de vangst gingen allereerst de haringen stuk voor stuk door de handen van een aantal kakende vissers. Na dit kaken werden door enkele andere vissers de in manden verzamelde haringen gemengd met zout, het zogeheten warren. Vanaf hier werden de haringen 'gepakt' in tonnen. Dit kwam neer op het laag na laag vullen van de ton met haring. Daarna en tot slot werden de tonnen in de ruimen neergelaten en kwamen ze pas weer bovendeks na het aanmeren aan de kade van de thuishaven. De Maassteden kenden één uitzondering, althans bij reguliere vangsten. De in de ruimen neergelaten tonnen verschenen na omstreeks acht dagen weer bovendeks. Nadat de inhoud van de tonnen opnieuw was gepekeld en opnieuw in de tonnen was gepakt, bleek de haring te zijn gekrompen. Waar eerder de rekeneenheid, een last is 17 kantjes gold, trof men nú slechts 14 kantjes aan door de krimp. Na het 'herpakken' moest de benaming van het 'kantje' thans wijken voor de aanduiding 'ton'. Bij een te hoge vangst lieten de Maasstedelingen de laatstgenoemde behandeling achterwege waarbij nú hun verwerking geheel overeenkwam met Scheveningen en Katwijk. Het 'product' haring maakte deel uit van de haringhandel, uitgeoefend door een de haring(groot)handelaar. De kleine neringdoenden kochten hun haring bij de groothandel. Zij werden aangeduid als 'haringboer' of 'haringman'. De wijze van verwerking van de haring na acht dagen zoals zojuist omtrent de Maassteden is weergegeven kwam er op neer dat de aangevoerde tonnen haring feitelijk klaar was voor de verkoop. De Zijdelingen die de haring niet na acht dagen opnieuw uit de ruimen haalden losten de tonnen aan de kade waarna zogenoemde pakkers van de rederij de tonnen aan de wal openden om deze opnieuw en nú gereed voor verkoop te verwerken. Al het hier geschetste viel na de Tweede Wereldoorlog weg om plaats te maken voor andersoortige inzichten en uitvoeringen.

### Trawler, het fulltime vissersschip

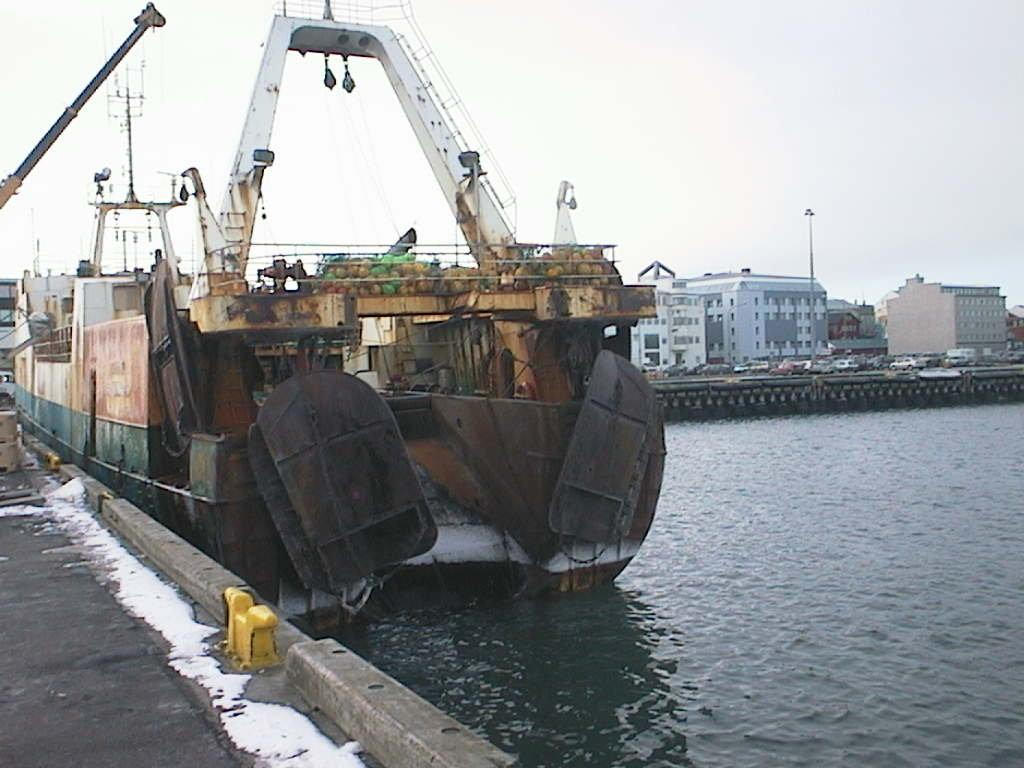
Een slipwaytrawler van de achterzijde

Alhoewel hier en daar de gedachte overheerst dat het vissen op haring met het trawlnet iets is van na 1945, blijkt het tegendeel waar, althans, een aan te treffen tekst spreekt in 1943 uit dat:
toen eenerzijds de zeilvaartuigen der haringvisscherij van een motor werden voorzien, waardoor zij een deel van het jaar de trawlvisscherij konden uitoefenen, (gingen) anderzijds groote trawlerschepen door toepassing van een nieuwe vangstmethode trawlen op haring.
 Het eerste deel van de voorliggende stellingname bevestigt de al genoemde activiteiten van loggers in de wintermaanden. Het tweede deel van de stellingname legt de fulltime visserij door 'groote trawlerschepen' bloot, niet alleen waar het de plat- en rondvis betrof maar ook wanneer het ging om een haringvisserij met een sleepnet, nú de normaalste gang van zaken. De moderne trawlvisserij werd aan het eind van de negentiende eeuw geperfectioneerd: ze liep gelijk op met de introductie van de door stoom aangedreven visserijschepen. Op de Noordzee werd op schol, schar, rog, wijting en kabeljauw gevist. Tot halverwege de jaren 1960 waren zijtrawlers in gebruik. Het trawlnet werd op dergelijke schepen vanaf het voordek over de stuurboordzijde of bakboordzijde uitgezet. In de jaren 1970 slonk de vloot van zijtrawlers na de introductie van de hektrawler. Deze zette de trawl vanaf het achterdek in zee en ze kon daarnaast haar vangsten invriezen. Aan het eind van de jaren 1970 waren alle zijtrawlers uit het zicht verdwenen. De hektrawlers hadden hun werk rigoureus uitgevoerd ten koste van de zijtrawlers.
Tussen de stoomtrawler van oudsher en de hektrawler van heden ligt een mate van historie. Zo richtte een aantal Katwijkse reders in de jaren 1930 een vereniging op die een aantal loggers liet vissen op verse platvis. Er bestonden in die tijd al kuststoomtrawlers waarvan nú een deel van hun visserij voor de neus werd weggekaapt door de Katwijkse vissersschepen die qua exploitatie minder kostbaar konden opereren. De exploitanten van de voornoemde vereniging deden een volgende stap en gaven in 1938 de opdracht tot de bouw van een trawllogger. Nog enkele volgden daarna. Door de luwte van de oorlogsjaren 1939-1945 waren initiatieven en plannen gebleven tot wat ze waren, gedachten en voornemens op de tekentafels. Toen de bevrijding daar was en de rederijen veel van hun vroegere schepen, meest loggers, weer kon uitreden veranderde op den duur het beeld ten koste van de vleetvisserij. Van trawllogger ging het naar zijtrawler en van de laatstgenoemde naar de hektrawler die steeds meer werd omschreven als vriestrawler. Bij de huidige generatie vriestrawlers draait het nog steeds om hetzelfde principe. Het trawlnet is weliswaar flink groter maar dat komt vooral door de bijzonder grote mazen in het voorste deel van het trawlnet. Mazen van 25 tot 30 meter zijn geen uitzondering en ze zijn bedoeld om weerstand en daardoor brandstofverbruik te verkleinen. Omdat de hek- of vriestrawlers beschikken over enorme vriesruimen kunnen ze lang uit blijven. Bijna driekwart van het ontwerp van een moderne vriestrawler is benodigd voor het verwerkingsdek en de opslag. De Nederlandse vloot van hek- of vriestrawlers − in 2016 zeven eenheden − vist duurzaam op haring, makreel en horsmakreel. Het bijvangstpercentage van andere vissoorten is marginaal, minder dan vijf procent. Omdat het hier pelagische vissoorten betreft die zich vooral in de bovenste waterkolommen bevinden, bereikt de trawl niet de bodem. Daarvoor leent het vistuig zich ook niet.
Als gevolg van efficiency is in vergelijking met andere eiwitbronnen de CO2-voetafdruk van de Nederlandse vriestrawlers de laagste ter wereld. Er wordt echter steeds duurzamer gevist door de trawlervloot. Er zijn zogenaamde haaienvangers in de trawls aangebracht die de, ongewenste, grotere vissoorten tijdens het vissen uitfilteren. De grotere soorten kunnen deze haaienvanger niet passeren en worden door een opening aan de onderzijde van het net weer naar buiten geleid. Tevens zijn er proeven met camerasystemen op de trawl, waardoor men tijdens het vissen een realtimevideofeed krijgt van de vis die de trawl inzwemt. Is dit niet de beoogde soort of is de vis te klein, dan kan de trawl voortijdig binnen gehaald worden. De afmetingen van de mazen in het net zijn ook aan strenge regels gebonden, waardoor ondermaatse vis het net door deze mazen kan verlaten en dus niet kan worden opgevist. Regelmatig worden door overheidsinstanties aan boord controles uitgevoerd op de mazen van de trawl. Pelagische visserij gebeurt in de kolom van het wateroppervlak tot net boven de zeebodem omdat zich daar de pelagische vissoorten bevinden. De trawlers van tegenwoordig zijn hypermoderne schepen met de laatste technieken aan boord. De diepvriesinstallaties zijn tegenwoordig veelal cascadesystemen met ammoniak (NH3) en kooldioxide (CO2). Deze gassen hebben een lager aardopwarmingsvermogen dan de voorheen veelgebruikte H(C)FC's zoals R22. Als voorbeeld, de GWP van CO2 = 1, die van NH3 = 0 terwijl die van R22 = 1500.

## Ringnetvisserij
Een ander type vistuig is purse-seining. Ringzegenvisserij is een Nederlands woord voor deze vangstmethode. Pelagische vissen als makreel en haring (scholenvissen) zijn in Noordwest Europa de belangrijkste doelsoorten. Elders in Europa (o.a. Italië, Spanje en Kroatië) en de wereld is de methode ook in gebruik voor de vangst van sprot, sardien en tonijn. Pelagische soorten zijn vissen die in verschillende waterkolommen rondzwemmen en zijn niet te vergelijken met demersale soorten die op de bodem scharrelen of er net boven zwemmen. De ringzegenvisserij is lang niet meer zo populair als in de jaren zestig en zeventig. Denen en Schotten oefenden deze visserij uit. De Schotten vissen echter al jaren met een pelagische trawl. Net als de Denen. Alleen de Noorse vloot telt een aantal grote en vooral kleine trawlers die afwisselend de pelagische trawl (sleepnet boven de bodem) en de ringzegen toepassen. Bij de ringzegenvisserij moet er sprake zijn van een compacte school waaromheen het net wordt getrokken door een enigszins omringende vaarbeweging met het schip te maken. De ringzegenvisserij heeft qua opzet en uitvoering overigens niets van doen met de vroegere vleetvisserij. Zodra het ringzegennet aan de onderkant is gesloten, gaat er een flexibele pomp in het net die in rap tempo de vangst met veel water naar een separator transporteert. De separator, veelal aan dek, scheidt het zeewater van de pelagische vis. Vroeger gebruikte bemanningsleden een schepnet dat middels een hefboom in het ringnet werd gedompeld en waarna het gevuld weer aan dek werd gehesen. In Nederland heeft deze vangstmethode geen grond onder de voeten gekregen ondanks enkele door de overheid gesponsorde testreizen. Rederij J.J. van der Toorn uit Scheveningen heeft met een of meerdere schepen in de jaren zestig/zeventig geprobeerd deze visserij uit te oefenen. Uiteindelijk bleek het pelagische trawlnet beter te hanteren.

## Boomkorvisserij

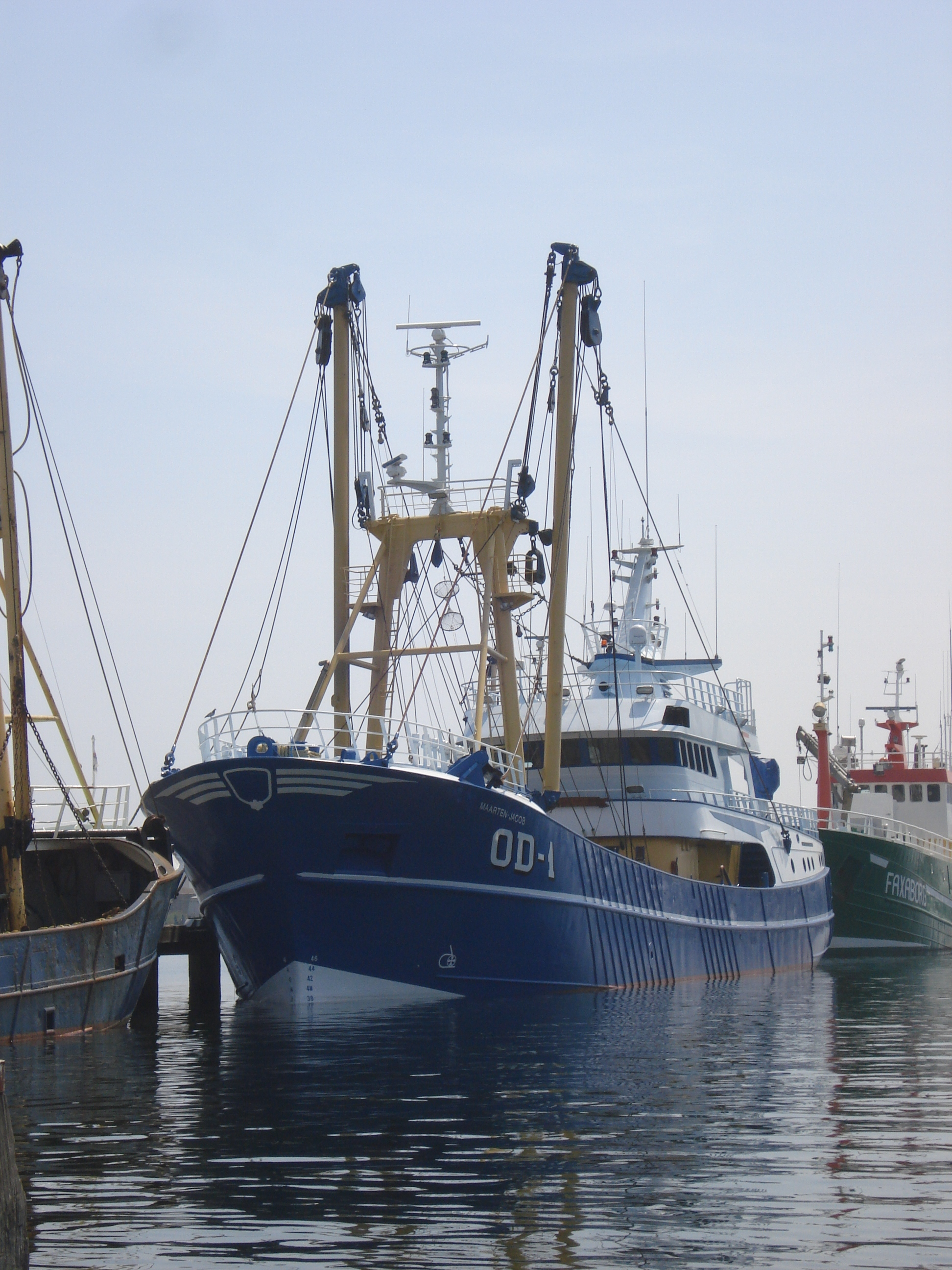
Een boomkorkotter uit Ouddorp

De − vernieuwde − vorm van de boomkorvisserij is in Nederland ontwikkeld na de Tweede Wereldoorlog. De eersten die daarmee begonnen waren, naar wordt aangegeven, de vissende garnalenvissers onder de Nederlandse Noordzeekust. Vanaf de jaren 1960 werd dit de toonaangevende manier van vissen. De boomkor bestaat uit een sleepnet, dat wordt opengehouden door een boom − een metalen buis aan de voorkant van het net. De benaming van het woord boom in boomkor is niet te relateren aan een boomstam. Het zou kunnen zijn afgeleid van bodem, samengetrokken tot boom. Ook bij de aanduiding bomschuit valt het woorddeel bom terug maar hier slaat het op de platte bodem van zo'n schuit. In het oude Hollands zijn dergelijke samentrekkingen terug te vinden. Aan de uiteinden van de huidige metalen boom zijn zware stalen sloffen of sleeën bevestigd die over de zeebodem glijden. Kor betekent sleepnet. De mazen van het sleepnet zijn aan het begin groter dan aan het eind, waardoor ondermaatse vis kan ontsnappen. Aan de boomkor zijn vaak verschillende kettingen bevestigd die ervoor dienen de platvis uit het zand op te laten 'schrikken'. Deze kettingen worden daarom wekkerkettingen genoemd. Na twee uur haalt de bemanning (circa zes personen) de netten met de onderkant naar boven aan boord en leegt de inhoud in een bak. Nadat het net weer is uitgezet, gaan de vissers de vangst grof sorteren, van ingewanden ontdoen en schoonspoelen. Zo gaat het vier etmalen aan een stuk door, dag en nacht. Ook de mosselvisserij werkt met de boomkor. Yerseke heeft er dertig, Bruinisse twintig. Ook Zierikzee, Tholen, Hontenisse en Wieringen hebben mosselkotters.
De boomkorvisserij is schadelijk voor de zeebodem, zeker als met wekkerkettingen wordt gewerkt, omdat de bodem door de boom wordt omgewoeld. Bovendien gebruikt een boomkor veel brandstof. Moderne alternatieven voor de boomkor zijn onder andere de pulskor, die de platvissen via elektrische pulsen opschrikt.